# Lista de asteroides (386001-387000)
Esta é uma lista parcial de asteroides, do asteroide número 386001 até o 387000, inclusive. Veja também o índice com todas as listas disponíveis.

| Objeto Próximos à Terra | Cinturão de asteroides (interno) | Cinturão de asteroides (externo) | Centauro       |
| Cruzador de Marte       | Cinturão de asteroides (meio)    | Troianos de Júpiter              | Transnetuniano |

Veja mais dados de cada asteroide na ligação externa para o Minor Planet Center na última coluna.
Índice: 386001... 386101... 386201... 386301... 386401... 386501... 386601... 386701... 386801... 386901... 

## 386001–386100
| Designação | Designação | Descoberta  | Descoberta        | Descobridor(es)            | Categoria | Mais informações / Referência |
| Permanente | Provisória | Data        | Local             | Descobridor(es)            | Categoria | Mais informações / Referência |
| ---------- | ---------- | ----------- | ----------------- | -------------------------- | --------- | ----------------------------- |
| 386001     | 2007 CG56  | 15 fev 2007 | Catalina          | CSS                        | —         | MPC                           |
| 386002     | 2007 CA60  | 10 fev 2007 | Catalina          | CSS                        | —         | MPC                           |
| 386003     | 2007 CU70  | 14 fev 2007 | Mauna Kea         | Mauna Kea Obs.             | —         | MPC                           |
| 386004     | 2007 DM4   | 16 fev 2007 | Mount Lemmon      | Mount Lemmon Survey        | —         | MPC                           |
| 386005     | 2007 DT5   | 17 fev 2007 | Kitt Peak         | Spacewatch                 | —         | MPC                           |
| 386006     | 2007 DQ14  | 29 jan 2007 | Mount Lemmon      | Mount Lemmon Survey        | —         | MPC                           |
| 386007     | 2007 DN22  | 17 fev 2007 | Kitt Peak         | Spacewatch                 | —         | MPC                           |
| 386008     | 2007 DL24  | 17 fev 2007 | Kitt Peak         | Spacewatch                 | —         | MPC                           |
| 386009     | 2007 DQ26  | 17 fev 2007 | Kitt Peak         | Spacewatch                 | —         | MPC                           |
| 386010     | 2007 DN30  | 17 fev 2007 | Kitt Peak         | Spacewatch                 | —         | MPC                           |
| 386011     | 2007 DZ30  | 17 fev 2007 | Kitt Peak         | Spacewatch                 | —         | MPC                           |
| 386012     | 2007 DB31  | 17 fev 2007 | Kitt Peak         | Spacewatch                 | Mitidika  | MPC                           |
| 386013     | 2007 DY34  | 17 fev 2007 | Kitt Peak         | Spacewatch                 | —         | MPC                           |
| 386014     | 2007 DR47  | 21 fev 2007 | Mount Lemmon      | Mount Lemmon Survey        | —         | MPC                           |
| 386015     | 2007 DY51  | 17 fev 2007 | Mount Lemmon      | Mount Lemmon Survey        | —         | MPC                           |
| 386016     | 2007 DV52  | 19 fev 2007 | Mount Lemmon      | Mount Lemmon Survey        | —         | MPC                           |
| 386017     | 2007 DV66  | 21 fev 2007 | Kitt Peak         | Spacewatch                 | —         | MPC                           |
| 386018     | 2007 DE85  | 19 fev 2007 | Catalina          | CSS                        | —         | MPC                           |
| 386019     | 2007 DA88  | 23 fev 2007 | Kitt Peak         | Spacewatch                 | —         | MPC                           |
| 386020     | 2007 DH92  | 23 fev 2007 | Kitt Peak         | Spacewatch                 | —         | MPC                           |
| 386021     | 2007 DJ97  | 23 fev 2007 | Kitt Peak         | Spacewatch                 | —         | MPC                           |
| 386022     | 2007 DJ109 | 23 fev 2007 | Mount Lemmon      | Mount Lemmon Survey        | Mitidika  | MPC                           |
| 386023     | 2007 DX112 | 17 fev 2007 | Kitt Peak         | Spacewatch                 | —         | MPC                           |
| 386024     | 2007 DU113 | 23 fev 2007 | Mount Lemmon      | Mount Lemmon Survey        | —         | MPC                           |
| 386025     | 2007 EV6   | 21 fev 2007 | Mount Lemmon      | Mount Lemmon Survey        | —         | MPC                           |
| 386026     | 2007 EB11  | 9 mar 2007  | Kitt Peak         | Spacewatch                 | —         | MPC                           |
| 386027     | 2007 ED23  | 10 mar 2007 | Mount Lemmon      | Mount Lemmon Survey        | —         | MPC                           |
| 386028     | 2007 EG23  | 10 mar 2007 | Mount Lemmon      | Mount Lemmon Survey        | —         | MPC                           |
| 386029     | 2007 EK23  | 10 mar 2007 | Mount Lemmon      | Mount Lemmon Survey        | —         | MPC                           |
| 386030     | 2007 EO25  | 10 mar 2007 | Mount Lemmon      | Mount Lemmon Survey        | —         | MPC                           |
| 386031     | 2007 EY26  | 12 mar 2007 | Kleť              | Kleť Obs.                  | —         | MPC                           |
| 386032     | 2007 EH27  | 12 mar 2007 | Altschwendt       | W. Ries                    | —         | MPC                           |
| 386033     | 2007 ES31  | 10 mar 2007 | Kitt Peak         | Spacewatch                 | —         | MPC                           |
| 386034     | 2007 EM39  | 12 mar 2007 | Calvin-Rehoboth   | Calvin–Rehoboth Obs.       | —         | MPC                           |
| 386035     | 2007 ER41  | 9 mar 2007  | Mount Lemmon      | Mount Lemmon Survey        | —         | MPC                           |
| 386036     | 2007 EF46  | 9 mar 2007  | Mount Lemmon      | Mount Lemmon Survey        | —         | MPC                           |
| 386037     | 2007 ED59  | 22 fev 2007 | Kitt Peak         | Spacewatch                 | —         | MPC                           |
| 386038     | 2007 EH71  | 10 mar 2007 | Kitt Peak         | Spacewatch                 | Mitidika  | MPC                           |
| 386039     | 2007 EX74  | 10 mar 2007 | Kitt Peak         | Spacewatch                 | —         | MPC                           |
| 386040     | 2007 EP96  | 10 mar 2007 | Mount Lemmon      | Mount Lemmon Survey        | —         | MPC                           |
| 386041     | 2007 EZ96  | 10 mar 2007 | Mount Lemmon      | Mount Lemmon Survey        | —         | MPC                           |
| 386042     | 2007 EB97  | 10 mar 2007 | Mount Lemmon      | Mount Lemmon Survey        | Mitidika  | MPC                           |
| 386043     | 2007 ED111 | 11 mar 2007 | Kitt Peak         | Spacewatch                 | —         | MPC                           |
| 386044     | 2007 EW129 | 9 mar 2007  | Mount Lemmon      | Mount Lemmon Survey        | —         | MPC                           |
| 386045     | 2007 ET162 | 15 mar 2007 | Mount Lemmon      | Mount Lemmon Survey        | —         | MPC                           |
| 386046     | 2007 EP180 | 14 mar 2007 | Mount Lemmon      | Mount Lemmon Survey        | —         | MPC                           |
| 386047     | 2007 EO197 | 15 mar 2007 | Kitt Peak         | Spacewatch                 | —         | MPC                           |
| 386048     | 2007 EQ217 | 25 fev 2007 | Mount Lemmon      | Mount Lemmon Survey        | —         | MPC                           |
| 386049     | 2007 ET220 | 11 mar 2007 | Mount Lemmon      | Mount Lemmon Survey        | —         | MPC                           |
| 386050     | 2007 EV222 | 12 mar 2007 | Kitt Peak         | Spacewatch                 | —         | MPC                           |
| 386051     | 2007 FV7   | 16 mar 2007 | Mount Lemmon      | Mount Lemmon Survey        | Mitidika  | MPC                           |
| 386052     | 2007 FY23  | 20 mar 2007 | Kitt Peak         | Spacewatch                 | —         | MPC                           |
| 386053     | 2007 FL30  | 20 mar 2007 | Mount Lemmon      | Mount Lemmon Survey        | —         | MPC                           |
| 386054     | 2007 FE32  | 20 mar 2007 | Kitt Peak         | Spacewatch                 | —         | MPC                           |
| 386055     | 2007 FQ35  | 20 mar 2007 | Catalina          | CSS                        | —         | MPC                           |
| 386056     | 2007 FV35  | 24 mar 2007 | Moletai           | Molėtai Obs.               | —         | MPC                           |
| 386057     | 2007 FH37  | 26 mar 2007 | Mount Lemmon      | Mount Lemmon Survey        | —         | MPC                           |
| 386058     | 2007 FF47  | 20 mar 2007 | Mount Lemmon      | Mount Lemmon Survey        | —         | MPC                           |
| 386059     | 2007 FP47  | 26 mar 2007 | Kitt Peak         | Spacewatch                 | —         | MPC                           |
| 386060     | 2007 GD8   | 7 abr 2007  | Mount Lemmon      | Mount Lemmon Survey        | —         | MPC                           |
| 386061     | 2007 GP36  | 14 abr 2007 | Kitt Peak         | Spacewatch                 | —         | MPC                           |
| 386062     | 2007 GF37  | 26 fev 2007 | Mount Lemmon      | Mount Lemmon Survey        | —         | MPC                           |
| 386063     | 2007 GK37  | 14 abr 2007 | Kitt Peak         | Spacewatch                 | —         | MPC                           |
| 386064     | 2007 GA50  | 15 abr 2007 | Catalina          | CSS                        | —         | MPC                           |
| 386065     | 2007 GW50  | 15 abr 2007 | Catalina          | CSS                        | —         | MPC                           |
| 386066     | 2007 HJ6   | 16 abr 2007 | Catalina          | CSS                        | —         | MPC                           |
| 386067     | 2007 HX23  | 1 out 2005  | Mount Lemmon      | Mount Lemmon Survey        | Chloris   | MPC                           |
| 386068     | 2007 HO30  | 19 abr 2007 | Mount Lemmon      | Mount Lemmon Survey        | Mitidika  | MPC                           |
| 386069     | 2007 HD33  | 19 abr 2007 | Mount Lemmon      | Mount Lemmon Survey        | —         | MPC                           |
| 386070     | 2007 HQ35  | 11 abr 2007 | Mount Lemmon      | Mount Lemmon Survey        | Brangane  | MPC                           |
| 386071     | 2007 HS35  | 15 out 2004 | Anderson Mesa     | LONEOS                     | —         | MPC                           |
| 386072     | 2007 HW39  | 20 abr 2007 | Mount Lemmon      | Mount Lemmon Survey        | —         | MPC                           |
| 386073     | 2007 HK50  | 20 abr 2007 | Kitt Peak         | Spacewatch                 | —         | MPC                           |
| 386074     | 2007 HN63  | 25 out 2005 | Mount Lemmon      | Mount Lemmon Survey        | —         | MPC                           |
| 386075     | 2007 HB91  | 26 mar 2007 | Mount Lemmon      | Mount Lemmon Survey        | —         | MPC                           |
| 386076     | 2007 JG7   | 9 mai 2007  | Mount Lemmon      | Mount Lemmon Survey        | —         | MPC                           |
| 386077     | 2007 JA17  | 7 mai 2007  | Kitt Peak         | Spacewatch                 | —         | MPC                           |
| 386078     | 2007 JD18  | 25 abr 2007 | Mount Lemmon      | Mount Lemmon Survey        | —         | MPC                           |
| 386079     | 2007 JM24  | 9 mai 2007  | Kitt Peak         | Spacewatch                 | —         | MPC                           |
| 386080     | 2007 JA44  | 6 mai 2007  | Purple Mountain   | PMO NEO                    | —         | MPC                           |
| 386081     | 2007 KH1   | 17 mai 2007 | Kitt Peak         | Spacewatch                 | —         | MPC                           |
| 386082     | 2007 LR8   | 11 mai 2007 | Mount Lemmon      | Mount Lemmon Survey        | —         | MPC                           |
| 386083     | 2007 LL12  | 9 jun 2007  | Kitt Peak         | Spacewatch                 | —         | MPC                           |
| 386084     | 2007 LK24  | 14 jun 2007 | Kitt Peak         | Spacewatch                 | Mitidika  | MPC                           |
| 386085     | 2007 LY37  | 11 jun 2007 | Siding Spring     | SSS                        | —         | MPC                           |
| 386086     | 2007 OL1   | 28 jan 2006 | Mount Lemmon      | Mount Lemmon Survey        | —         | MPC                           |
| 386087     | 2007 OD3   | 21 jul 2007 | Wrightwood        | J. W. Young                | —         | MPC                           |
| 386088     | 2007 OD7   | 24 jul 2007 | Reedy Creek       | J. Broughton               | —         | MPC                           |
| 386089     | 2007 OD8   | 25 jul 2007 | Lulin Observatory | LUSS                       | —         | MPC                           |
| 386090     | 2007 OU10  | 20 jul 2007 | Lulin Observatory | LUSS                       | —         | MPC                           |
| 386091     | 2007 PV2   | 7 ago 2007  | Reedy Creek       | J. Broughton               | —         | MPC                           |
| 386092     | 2007 PO9   | 12 ago 2007 | Great Shefford    | P. Birtwhistle             | —         | MPC                           |
| 386093     | 2007 PG13  | 8 ago 2007  | Socorro           | LINEAR                     | —         | MPC                           |
| 386094     | 2007 PN26  | 12 ago 2007 | Socorro           | LINEAR                     | Juno      | MPC                           |
| 386095     | 2007 PJ33  | 10 ago 2007 | Kitt Peak         | Spacewatch                 | Eos       | MPC                           |
| 386096     | 2007 PR44  | 7 ago 2007  | Palomar           | M. E. Schwamb, M. E. Brown | —         | MPC                           |
| 386097     | 2007 PV49  | 10 ago 2007 | Kitt Peak         | Spacewatch                 | —         | MPC                           |
| 386098     | 2007 PY49  | 10 ago 2007 | Kitt Peak         | Spacewatch                 | —         | MPC                           |
| 386099     | 2007 QC1   | 13 ago 2007 | Anderson Mesa     | LONEOS                     | —         | MPC                           |
| 386100     | 2007 QT10  | 10 ago 2007 | Kitt Peak         | Spacewatch                 | —         | MPC                           |

## 386101–386200
| Designação | Designação | Descoberta  | Descoberta      | Descobridor(es)     | Categoria | Mais informações / Referência |
| Permanente | Provisória | Data        | Local           | Descobridor(es)     | Categoria | Mais informações / Referência |
| ---------- | ---------- | ----------- | --------------- | ------------------- | --------- | ----------------------------- |
| 386101     | 2007 RP30  | 5 set 2007  | Anderson Mesa   | LONEOS              | —         | MPC                           |
| 386102     | 2007 RL39  | 8 set 2007  | Andrushivka     | Andrushivka Obs.    | —         | MPC                           |
| 386103     | 2007 RZ40  | 9 set 2007  | Anderson Mesa   | LONEOS              | Juno      | MPC                           |
| 386104     | 2007 RW59  | 16 ago 2007 | XuYi            | PMO NEO             | —         | MPC                           |
| 386105     | 2007 RF102 | 11 set 2007 | Catalina        | CSS                 | —         | MPC                           |
| 386106     | 2007 RF109 | 11 set 2007 | Kitt Peak       | Spacewatch          | —         | MPC                           |
| 386107     | 2007 RF117 | 11 set 2007 | Kitt Peak       | Spacewatch          | —         | MPC                           |
| 386108     | 2007 RV123 | 12 set 2007 | Catalina        | CSS                 | —         | MPC                           |
| 386109     | 2007 RO128 | 12 set 2007 | Mount Lemmon    | Mount Lemmon Survey | —         | MPC                           |
| 386110     | 2007 RY130 | 12 set 2007 | Mount Lemmon    | Mount Lemmon Survey | —         | MPC                           |
| 386111     | 2007 RS135 | 13 set 2007 | Kitt Peak       | Spacewatch          | —         | MPC                           |
| 386112     | 2007 RQ139 | 13 set 2007 | Socorro         | LINEAR              | —         | MPC                           |
| 386113     | 2007 RJ148 | 11 set 2007 | Purple Mountain | PMO NEO             | —         | MPC                           |
| 386114     | 2007 RA169 | 10 set 2007 | Kitt Peak       | Spacewatch          | —         | MPC                           |
| 386115     | 2007 RO170 | 10 set 2007 | Kitt Peak       | Spacewatch          | —         | MPC                           |
| 386116     | 2007 RH172 | 10 set 2007 | Kitt Peak       | Spacewatch          | —         | MPC                           |
| 386117     | 2007 RX178 | 30 nov 2003 | Kitt Peak       | Spacewatch          | —         | MPC                           |
| 386118     | 2007 RB220 | 14 set 2007 | Mount Lemmon    | Mount Lemmon Survey | —         | MPC                           |
| 386119     | 2007 RU227 | 10 set 2007 | Mount Lemmon    | Mount Lemmon Survey | —         | MPC                           |
| 386120     | 2007 RO238 | 14 set 2007 | Kitt Peak       | Spacewatch          | —         | MPC                           |
| 386121     | 2007 RC262 | 14 set 2007 | Kitt Peak       | Spacewatch          | —         | MPC                           |
| 386122     | 2007 RD285 | 12 set 2007 | Mount Lemmon    | Mount Lemmon Survey | —         | MPC                           |
| 386123     | 2007 RD286 | 2 set 2007  | Mount Lemmon    | Mount Lemmon Survey | —         | MPC                           |
| 386124     | 2007 RU294 | 14 set 2007 | Mount Lemmon    | Mount Lemmon Survey | —         | MPC                           |
| 386125     | 2007 RV299 | 13 set 2007 | Catalina        | CSS                 | —         | MPC                           |
| 386126     | 2007 RV307 | 9 set 2007  | Kitt Peak       | Spacewatch          | —         | MPC                           |
| 386127     | 2007 RQ322 | 13 set 2007 | Socorro         | LINEAR              | —         | MPC                           |
| 386128     | 2007 RM325 | 15 set 2007 | Mount Lemmon    | Mount Lemmon Survey | —         | MPC                           |
| 386129     | 2007 SG24  | 18 set 2007 | Mount Lemmon    | Mount Lemmon Survey | —         | MPC                           |
| 386130     | 2007 TO10  | 14 set 2007 | Mount Lemmon    | Mount Lemmon Survey | —         | MPC                           |
| 386131     | 2007 TJ21  | 13 set 2007 | Mount Lemmon    | Mount Lemmon Survey | —         | MPC                           |
| 386132     | 2007 TQ39  | 6 out 2007  | Kitt Peak       | Spacewatch          | —         | MPC                           |
| 386133     | 2007 TF41  | 6 out 2007  | Kitt Peak       | Spacewatch          | Brangane  | MPC                           |
| 386134     | 2007 TL61  | 7 out 2007  | Mount Lemmon    | Mount Lemmon Survey | —         | MPC                           |
| 386135     | 2007 TC81  | 11 set 2007 | Mount Lemmon    | Mount Lemmon Survey | —         | MPC                           |
| 386136     | 2007 TH91  | 8 out 2007  | Purple Mountain | PMO NEO             | —         | MPC                           |
| 386137     | 2007 TV92  | 6 out 2007  | Kitt Peak       | Spacewatch          | —         | MPC                           |
| 386138     | 2007 TU93  | 6 out 2007  | Kitt Peak       | Spacewatch          | —         | MPC                           |
| 386139     | 2007 TV106 | 4 out 2007  | Kitt Peak       | Spacewatch          | Themis    | MPC                           |
| 386140     | 2007 TC115 | 8 out 2007  | Anderson Mesa   | LONEOS              | —         | MPC                           |
| 386141     | 2007 TV132 | 7 out 2007  | Mount Lemmon    | Mount Lemmon Survey | —         | MPC                           |
| 386142     | 2007 TC158 | 9 out 2007  | Socorro         | LINEAR              | —         | MPC                           |
| 386143     | 2007 TH159 | 9 out 2007  | Socorro         | LINEAR              | —         | MPC                           |
| 386144     | 2007 TT161 | 11 out 2007 | Socorro         | LINEAR              | —         | MPC                           |
| 386145     | 2007 TU168 | 5 out 2007  | Kitt Peak       | Spacewatch          | —         | MPC                           |
| 386146     | 2007 TM188 | 4 out 2007  | Kitt Peak       | Spacewatch          | —         | MPC                           |
| 386147     | 2007 TM191 | 4 out 2007  | Mount Lemmon    | Mount Lemmon Survey | —         | MPC                           |
| 386148     | 2007 TE196 | 7 out 2007  | Mount Lemmon    | Mount Lemmon Survey | —         | MPC                           |
| 386149     | 2007 TD245 | 8 out 2007  | Catalina        | CSS                 | —         | MPC                           |
| 386150     | 2007 TF256 | 10 out 2007 | Kitt Peak       | Spacewatch          | —         | MPC                           |
| 386151     | 2007 TD271 | 9 out 2007  | Kitt Peak       | Spacewatch          | —         | MPC                           |
| 386152     | 2007 TP292 | 8 out 2007  | Mount Lemmon    | Mount Lemmon Survey | —         | MPC                           |
| 386153     | 2007 TB302 | 12 out 2007 | Kitt Peak       | Spacewatch          | —         | MPC                           |
| 386154     | 2007 TN316 | 6 out 2007  | Kitt Peak       | Spacewatch          | —         | MPC                           |
| 386155     | 2007 TF320 | 13 out 2007 | Kitt Peak       | Spacewatch          | —         | MPC                           |
| 386156     | 2007 TV326 | 25 set 2007 | Mount Lemmon    | Mount Lemmon Survey | Maria     | MPC                           |
| 386157     | 2007 TC366 | 13 set 2007 | Catalina        | CSS                 | —         | MPC                           |
| 386158     | 2007 TH366 | 9 out 2007  | Catalina        | CSS                 | —         | MPC                           |
| 386159     | 2007 TB372 | 13 out 2007 | Catalina        | CSS                 | —         | MPC                           |
| 386160     | 2007 TL373 | 14 out 2007 | Kitt Peak       | Spacewatch          | —         | MPC                           |
| 386161     | 2007 TU377 | 11 out 2007 | Kitt Peak       | Spacewatch          | —         | MPC                           |
| 386162     | 2007 TM399 | 15 out 2007 | Kitt Peak       | Spacewatch          | —         | MPC                           |
| 386163     | 2007 TR433 | 11 out 2007 | Catalina        | CSS                 | —         | MPC                           |
| 386164     | 2007 TE439 | 12 out 2007 | Kitt Peak       | Spacewatch          | —         | MPC                           |
| 386165     | 2007 TO444 | 9 out 2007  | Socorro         | LINEAR              | —         | MPC                           |
| 386166     | 2007 TA449 | 9 out 2007  | Kitt Peak       | Spacewatch          | —         | MPC                           |
| 386167     | 2007 UL3   | 16 out 2007 | Andrushivka     | Andrushivka Obs.    | —         | MPC                           |
| 386168     | 2007 UH24  | 8 out 2007  | Kitt Peak       | Spacewatch          | —         | MPC                           |
| 386169     | 2007 UX48  | 20 out 2007 | Mount Lemmon    | Mount Lemmon Survey | —         | MPC                           |
| 386170     | 2007 UE64  | 12 mar 2005 | Kitt Peak       | Spacewatch          | —         | MPC                           |
| 386171     | 2007 UK79  | 10 out 2007 | Mount Lemmon    | Mount Lemmon Survey | —         | MPC                           |
| 386172     | 2007 UK82  | 30 out 2007 | Kitt Peak       | Spacewatch          | —         | MPC                           |
| 386173     | 2007 UD89  | 12 out 2007 | Kitt Peak       | Spacewatch          | —         | MPC                           |
| 386174     | 2007 UY103 | 30 out 2007 | Kitt Peak       | Spacewatch          | —         | MPC                           |
| 386175     | 2007 UJ115 | 31 out 2007 | Kitt Peak       | Spacewatch          | —         | MPC                           |
| 386176     | 2007 UV124 | 15 set 2007 | Mount Lemmon    | Mount Lemmon Survey | Eos       | MPC                           |
| 386177     | 2007 UE137 | 16 out 2007 | Kitt Peak       | Spacewatch          | Brangane  | MPC                           |
| 386178     | 2007 UU137 | 18 out 2007 | Kitt Peak       | Spacewatch          | —         | MPC                           |
| 386179     | 2007 VT50  | 16 out 2007 | Mount Lemmon    | Mount Lemmon Survey | —         | MPC                           |
| 386180     | 2007 VQ53  | 1 nov 2007  | Kitt Peak       | Spacewatch          | —         | MPC                           |
| 386181     | 2007 VH60  | 18 out 2007 | Kitt Peak       | Spacewatch          | —         | MPC                           |
| 386182     | 2007 VH66  | 2 nov 2007  | Kitt Peak       | Spacewatch          | —         | MPC                           |
| 386183     | 2007 VD79  | 8 out 2007  | Kitt Peak       | Spacewatch          | —         | MPC                           |
| 386184     | 2007 VA89  | 3 nov 2007  | Socorro         | LINEAR              | Eunomia   | MPC                           |
| 386185     | 2007 VH89  | 4 nov 2007  | Socorro         | LINEAR              | —         | MPC                           |
| 386186     | 2007 VT96  | 1 nov 2007  | Kitt Peak       | Spacewatch          | Ursula    | MPC                           |
| 386187     | 2007 VC107 | 3 nov 2007  | Kitt Peak       | Spacewatch          | —         | MPC                           |
| 386188     | 2007 VB120 | 5 nov 2007  | Kitt Peak       | Spacewatch          | —         | MPC                           |
| 386189     | 2007 VM135 | 3 nov 2007  | Mount Lemmon    | Mount Lemmon Survey | Ursula    | MPC                           |
| 386190     | 2007 VD142 | 20 out 2007 | Mount Lemmon    | Mount Lemmon Survey | —         | MPC                           |
| 386191     | 2007 VY142 | 4 nov 2007  | Kitt Peak       | Spacewatch          | —         | MPC                           |
| 386192     | 2007 VU150 | 7 nov 2007  | Kitt Peak       | Spacewatch          | —         | MPC                           |
| 386193     | 2007 VO154 | 9 out 2007  | Kitt Peak       | Spacewatch          | —         | MPC                           |
| 386194     | 2007 VQ196 | 7 nov 2007  | Mount Lemmon    | Mount Lemmon Survey | —         | MPC                           |
| 386195     | 2007 VA211 | 9 nov 2007  | Kitt Peak       | Spacewatch          | —         | MPC                           |
| 386196     | 2007 VS215 | 9 nov 2007  | Kitt Peak       | Spacewatch          | —         | MPC                           |
| 386197     | 2007 VW217 | 9 nov 2007  | Kitt Peak       | Spacewatch          | —         | MPC                           |
| 386198     | 2007 VG230 | 7 nov 2007  | Kitt Peak       | Spacewatch          | —         | MPC                           |
| 386199     | 2007 VM253 | 7 out 2007  | Catalina        | CSS                 | —         | MPC                           |
| 386200     | 2007 VE263 | 1 nov 2007  | Kitt Peak       | Spacewatch          | —         | MPC                           |

## 386201–386300
| Designação | Designação | Descoberta  | Descoberta        | Descobridor(es)     | Categoria | Mais informações / Referência |
| Permanente | Provisória | Data        | Local             | Descobridor(es)     | Categoria | Mais informações / Referência |
| ---------- | ---------- | ----------- | ----------------- | ------------------- | --------- | ----------------------------- |
| 386201     | 2007 VU269 | 3 nov 2007  | Kitt Peak         | Spacewatch          | Brangane  | MPC                           |
| 386202     | 2007 VR287 | 2 nov 2007  | Kitt Peak         | Spacewatch          | —         | MPC                           |
| 386203     | 2007 VA288 | 2 nov 2007  | Kitt Peak         | Spacewatch          | —         | MPC                           |
| 386204     | 2007 VP289 | 13 nov 2007 | Mount Lemmon      | Mount Lemmon Survey | —         | MPC                           |
| 386205     | 2007 VC298 | 11 nov 2007 | Catalina          | CSS                 | —         | MPC                           |
| 386206     | 2007 VL308 | 6 nov 2007  | Kitt Peak         | Spacewatch          | —         | MPC                           |
| 386207     | 2007 VH321 | 8 nov 2007  | Kitt Peak         | Spacewatch          | —         | MPC                           |
| 386208     | 2007 VA326 | 3 nov 2007  | Socorro           | LINEAR              | —         | MPC                           |
| 386209     | 2007 VB327 | 5 nov 2007  | Kitt Peak         | Spacewatch          | —         | MPC                           |
| 386210     | 2007 VZ328 | 12 nov 2007 | Mount Lemmon      | Mount Lemmon Survey | Brangane  | MPC                           |
| 386211     | 2007 VC329 | 12 nov 2007 | Mount Lemmon      | Mount Lemmon Survey | —         | MPC                           |
| 386212     | 2007 VE329 | 12 nov 2007 | Mount Lemmon      | Mount Lemmon Survey | —         | MPC                           |
| 386213     | 2007 WF2   | 16 nov 2007 | Antares           | ARO                 | —         | MPC                           |
| 386214     | 2007 WB4   | 18 set 2007 | Mount Lemmon      | Mount Lemmon Survey | —         | MPC                           |
| 386215     | 2007 WO6   | 17 nov 2007 | Socorro           | LINEAR              | —         | MPC                           |
| 386216     | 2007 WW34  | 18 nov 2007 | Socorro           | LINEAR              | —         | MPC                           |
| 386217     | 2007 WZ40  | 2 nov 2007  | Kitt Peak         | Spacewatch          | —         | MPC                           |
| 386218     | 2007 WJ50  | 20 nov 2007 | Mount Lemmon      | Mount Lemmon Survey | Brangane  | MPC                           |
| 386219     | 2007 WX58  | 19 nov 2007 | Kitt Peak         | Spacewatch          | Ursula    | MPC                           |
| 386220     | 2007 WL62  | 18 nov 2007 | Kitt Peak         | Spacewatch          | —         | MPC                           |
| 386221     | 2007 XQ19  | 12 dez 2007 | Socorro           | LINEAR              | —         | MPC                           |
| 386222     | 2007 XS39  | 12 nov 2007 | Mount Lemmon      | Mount Lemmon Survey | —         | MPC                           |
| 386223     | 2007 XY44  | 4 dez 2007  | Kitt Peak         | Spacewatch          | —         | MPC                           |
| 386224     | 2007 YY2   | 18 dez 2007 | Bergisch Gladbach | W. Bickel           | —         | MPC                           |
| 386225     | 2007 YB12  | 17 dez 2007 | Mount Lemmon      | Mount Lemmon Survey | —         | MPC                           |
| 386226     | 2007 YN34  | 20 dez 2007 | Kitt Peak         | Spacewatch          | —         | MPC                           |
| 386227     | 2007 YB37  | 3 nov 2007  | Mount Lemmon      | Mount Lemmon Survey | —         | MPC                           |
| 386228     | 2007 YK41  | 30 dez 2007 | Kitt Peak         | Spacewatch          | —         | MPC                           |
| 386229     | 2007 YW42  | 5 dez 2007  | Kitt Peak         | Spacewatch          | Brangane  | MPC                           |
| 386230     | 2007 YQ45  | 30 dez 2007 | Mount Lemmon      | Mount Lemmon Survey | —         | MPC                           |
| 386231     | 2007 YE49  | 28 dez 2007 | Kitt Peak         | Spacewatch          | —         | MPC                           |
| 386232     | 2007 YD63  | 31 dez 2007 | Mount Lemmon      | Mount Lemmon Survey | —         | MPC                           |
| 386233     | 2007 YE72  | 18 dez 2007 | Mount Lemmon      | Mount Lemmon Survey | —         | MPC                           |
| 386234     | 2008 AO6   | 6 nov 2007  | Kitt Peak         | Spacewatch          | —         | MPC                           |
| 386235     | 2008 AX6   | 10 jan 2008 | Mount Lemmon      | Mount Lemmon Survey | —         | MPC                           |
| 386236     | 2008 AX8   | 10 jan 2008 | Kitt Peak         | Spacewatch          | —         | MPC                           |
| 386237     | 2008 AM13  | 10 jan 2008 | Mount Lemmon      | Mount Lemmon Survey | —         | MPC                           |
| 386238     | 2008 AC37  | 10 jan 2008 | Kitt Peak         | Spacewatch          | —         | MPC                           |
| 386239     | 2008 AR49  | 11 jan 2008 | Kitt Peak         | Spacewatch          | —         | MPC                           |
| 386240     | 2008 AU58  | 12 nov 2007 | Mount Lemmon      | Mount Lemmon Survey | —         | MPC                           |
| 386241     | 2008 AR59  | 31 dez 2007 | Kitt Peak         | Spacewatch          | —         | MPC                           |
| 386242     | 2008 AH72  | 14 jan 2008 | Kitt Peak         | Spacewatch          | —         | MPC                           |
| 386243     | 2008 AO87  | 15 dez 2007 | Mount Lemmon      | Mount Lemmon Survey | —         | MPC                           |
| 386244     | 2008 AA92  | 14 jan 2008 | Kitt Peak         | Spacewatch          | —         | MPC                           |
| 386245     | 2008 AZ92  | 14 jan 2008 | Kitt Peak         | Spacewatch          | —         | MPC                           |
| 386246     | 2008 AP117 | 14 jan 2008 | Kitt Peak         | Spacewatch          | —         | MPC                           |
| 386247     | 2008 AS134 | 10 jan 2008 | Socorro           | LINEAR              | —         | MPC                           |
| 386248     | 2008 AV134 | 10 jan 2008 | Catalina          | CSS                 | —         | MPC                           |
| 386249     | 2008 BL13  | 19 jan 2008 | Mount Lemmon      | Mount Lemmon Survey | —         | MPC                           |
| 386250     | 2008 CS8   | 2 fev 2008  | Mount Lemmon      | Mount Lemmon Survey | —         | MPC                           |
| 386251     | 2008 CN12  | 3 fev 2008  | Kitt Peak         | Spacewatch          | —         | MPC                           |
| 386252     | 2008 CR15  | 3 fev 2008  | Kitt Peak         | Spacewatch          | —         | MPC                           |
| 386253     | 2008 CG62  | 19 nov 2007 | Kitt Peak         | Spacewatch          | —         | MPC                           |
| 386254     | 2008 CG73  | 6 fev 2008  | Catalina          | CSS                 | —         | MPC                           |
| 386255     | 2008 CV202 | 8 fev 2008  | Mount Lemmon      | Mount Lemmon Survey | —         | MPC                           |
| 386256     | 2008 CR207 | 8 fev 2008  | Kitt Peak         | Spacewatch          | —         | MPC                           |
| 386257     | 2008 DW29  | 10 jan 2008 | Mount Lemmon      | Mount Lemmon Survey | Mitidika  | MPC                           |
| 386258     | 2008 DK57  | 28 fev 2008 | Catalina          | CSS                 | —         | MPC                           |
| 386259     | 2008 EJ1   | 2 mar 2008  | Siding Spring     | SSS                 | —         | MPC                           |
| 386260     | 2008 EQ67  | 17 set 2006 | Kitt Peak         | Spacewatch          | —         | MPC                           |
| 386261     | 2008 FY60  | 29 mar 2008 | Mount Lemmon      | Mount Lemmon Survey | —         | MPC                           |
| 386262     | 2008 FN73  | 30 mar 2008 | Kitt Peak         | Spacewatch          | —         | MPC                           |
| 386263     | 2008 FQ93  | 29 mar 2008 | Kitt Peak         | Spacewatch          | —         | MPC                           |
| 386264     | 2008 FP110 | 1 dez 2003  | Kitt Peak         | Spacewatch          | —         | MPC                           |
| 386265     | 2008 GO6   | 12 fev 2004 | Kitt Peak         | Spacewatch          | —         | MPC                           |
| 386266     | 2008 GS75  | 7 abr 2008  | Kitt Peak         | Spacewatch          | —         | MPC                           |
| 386267     | 2008 HF25  | 27 abr 2008 | Mount Lemmon      | Mount Lemmon Survey | —         | MPC                           |
| 386268     | 2008 JN6   | 31 mar 2008 | Mount Lemmon      | Mount Lemmon Survey | —         | MPC                           |
| 386269     | 2008 JE17  | 3 mai 2008  | Mount Lemmon      | Mount Lemmon Survey | —         | MPC                           |
| 386270     | 2008 JF17  | 3 mai 2008  | Mount Lemmon      | Mount Lemmon Survey | —         | MPC                           |
| 386271     | 2008 KH3   | 26 mai 2008 | Kitt Peak         | Spacewatch          | —         | MPC                           |
| 386272     | 2008 KP10  | 29 mai 2008 | Mount Lemmon      | Mount Lemmon Survey | —         | MPC                           |
| 386273     | 2008 KS29  | 29 mai 2008 | Kitt Peak         | Spacewatch          | —         | MPC                           |
| 386274     | 2008 KC43  | 26 mai 2008 | Kitt Peak         | Spacewatch          | —         | MPC                           |
| 386275     | 2008 LT14  | 8 jun 2008  | Kitt Peak         | Spacewatch          | —         | MPC                           |
| 386276     | 2008 OB25  | 30 jul 2008 | Kitt Peak         | Spacewatch          | —         | MPC                           |
| 386277     | 2008 QD    | 20 ago 2008 | Piszkéstető       | K. Sárneczky        | —         | MPC                           |
| 386278     | 2008 QN10  | 26 ago 2008 | La Sagra          | Mallorca Obs.       | —         | MPC                           |
| 386279     | 2008 QR19  | 29 ago 2008 | La Sagra          | Mallorca Obs.       | —         | MPC                           |
| 386280     | 2008 QS25  | 30 ago 2008 | Dauban            | F. Kugel            | —         | MPC                           |
| 386281     | 2008 RJ1   | 4 set 2008  | Kitt Peak         | Spacewatch          | —         | MPC                           |
| 386282     | 2008 RO2   | 2 set 2008  | Kitt Peak         | Spacewatch          | —         | MPC                           |
| 386283     | 2008 RT4   | 2 set 2008  | Kitt Peak         | Spacewatch          | —         | MPC                           |
| 386284     | 2008 RH39  | 2 set 2008  | Kitt Peak         | Spacewatch          | —         | MPC                           |
| 386285     | 2008 RW41  | 2 set 2008  | Kitt Peak         | Spacewatch          | —         | MPC                           |
| 386286     | 2008 RU84  | 8 dez 2005  | Kitt Peak         | Spacewatch          | —         | MPC                           |
| 386287     | 2008 RF85  | 4 set 2008  | Kitt Peak         | Spacewatch          | —         | MPC                           |
| 386288     | 2008 RS104 | 17 fev 2007 | Kitt Peak         | Spacewatch          | —         | MPC                           |
| 386289     | 2008 RD116 | 7 set 2008  | Mount Lemmon      | Mount Lemmon Survey | —         | MPC                           |
| 386290     | 2008 RH118 | 9 set 2008  | Mount Lemmon      | Mount Lemmon Survey | —         | MPC                           |
| 386291     | 2008 RJ131 | 9 set 2008  | Mount Lemmon      | Mount Lemmon Survey | —         | MPC                           |
| 386292     | 2008 RX133 | 6 set 2008  | Catalina          | CSS                 | —         | MPC                           |
| 386293     | 2008 RG134 | 6 set 2008  | Catalina          | CSS                 | Meliboea  | MPC                           |
| 386294     | 2008 RJ140 | 9 set 2008  | Catalina          | CSS                 | —         | MPC                           |
| 386295     | 2008 RN140 | 9 set 2008  | Catalina          | CSS                 | —         | MPC                           |
| 386296     | 2008 SD1   | 21 set 2008 | Grove Creek       | F. Tozzi            | —         | MPC                           |
| 386297     | 2008 SP5   | 22 set 2008 | Socorro           | LINEAR              | —         | MPC                           |
| 386298     | 2008 SR7   | 24 set 2008 | Catalina          | CSS                 | —         | MPC                           |
| 386299     | 2008 SL16  | 19 set 2008 | Kitt Peak         | Spacewatch          | —         | MPC                           |
| 386300     | 2008 SB26  | 19 set 2008 | Kitt Peak         | Spacewatch          | —         | MPC                           |

## 386301–386400
| Designação | Designação | Descoberta  | Descoberta   | Descobridor(es)     | Categoria | Mais informações / Referência |
| Permanente | Provisória | Data        | Local        | Descobridor(es)     | Categoria | Mais informações / Referência |
| ---------- | ---------- | ----------- | ------------ | ------------------- | --------- | ----------------------------- |
| 386301     | 2008 SS28  | 19 set 2008 | Kitt Peak    | Spacewatch          | —         | MPC                           |
| 386302     | 2008 SA29  | 4 set 2008  | Kitt Peak    | Spacewatch          | —         | MPC                           |
| 386303     | 2008 SF29  | 19 set 2008 | Kitt Peak    | Spacewatch          | —         | MPC                           |
| 386304     | 2008 SN35  | 20 set 2008 | Kitt Peak    | Spacewatch          | —         | MPC                           |
| 386305     | 2008 SD45  | 7 set 2008  | Mount Lemmon | Mount Lemmon Survey | Phocaea   | MPC                           |
| 386306     | 2008 SL50  | 20 set 2008 | Mount Lemmon | Mount Lemmon Survey | Mitidika  | MPC                           |
| 386307     | 2008 SD53  | 20 set 2008 | Mount Lemmon | Mount Lemmon Survey | —         | MPC                           |
| 386308     | 2008 SB56  | 20 set 2008 | Kitt Peak    | Spacewatch          | —         | MPC                           |
| 386309     | 2008 SS56  | 20 set 2008 | Mount Lemmon | Mount Lemmon Survey | —         | MPC                           |
| 386310     | 2008 SM59  | 20 set 2008 | Kitt Peak    | Spacewatch          | —         | MPC                           |
| 386311     | 2008 SW59  | 5 mar 2006  | Kitt Peak    | Spacewatch          | —         | MPC                           |
| 386312     | 2008 SB64  | 21 set 2008 | Kitt Peak    | Spacewatch          | —         | MPC                           |
| 386313     | 2008 SO65  | 7 set 2008  | Mount Lemmon | Mount Lemmon Survey | —         | MPC                           |
| 386314     | 2008 SW65  | 21 set 2008 | Mount Lemmon | Mount Lemmon Survey | —         | MPC                           |
| 386315     | 2008 SH66  | 21 set 2008 | Mount Lemmon | Mount Lemmon Survey | —         | MPC                           |
| 386316     | 2008 SY72  | 22 set 2008 | Mount Lemmon | Mount Lemmon Survey | —         | MPC                           |
| 386317     | 2008 SQ80  | 23 set 2008 | Catalina     | CSS                 | —         | MPC                           |
| 386318     | 2008 SH86  | 9 set 2008  | Kitt Peak    | Spacewatch          | —         | MPC                           |
| 386319     | 2008 SE94  | 21 set 2008 | Kitt Peak    | Spacewatch          | —         | MPC                           |
| 386320     | 2008 SV94  | 21 set 2008 | Kitt Peak    | Spacewatch          | —         | MPC                           |
| 386321     | 2008 SC100 | 21 set 2008 | Kitt Peak    | Spacewatch          | —         | MPC                           |
| 386322     | 2008 SG116 | 22 set 2008 | Kitt Peak    | Spacewatch          | —         | MPC                           |
| 386323     | 2008 SL127 | 22 set 2008 | Mount Lemmon | Mount Lemmon Survey | —         | MPC                           |
| 386324     | 2008 SQ130 | 22 set 2008 | Kitt Peak    | Spacewatch          | —         | MPC                           |
| 386325     | 2008 SC151 | 9 set 2008  | Catalina     | CSS                 | —         | MPC                           |
| 386326     | 2008 SQ151 | 28 jan 2006 | Mount Lemmon | Mount Lemmon Survey | —         | MPC                           |
| 386327     | 2008 ST155 | 22 set 2008 | Kitt Peak    | Spacewatch          | —         | MPC                           |
| 386328     | 2008 SX159 | 24 set 2008 | Socorro      | LINEAR              | —         | MPC                           |
| 386329     | 2008 SL167 | 28 set 2008 | Socorro      | LINEAR              | —         | MPC                           |
| 386330     | 2008 SR170 | 21 set 2008 | Mount Lemmon | Mount Lemmon Survey | —         | MPC                           |
| 386331     | 2008 SS192 | 25 set 2008 | Kitt Peak    | Spacewatch          | —         | MPC                           |
| 386332     | 2008 SJ193 | 25 set 2008 | Kitt Peak    | Spacewatch          | —         | MPC                           |
| 386333     | 2008 SB201 | 26 set 2008 | Kitt Peak    | Spacewatch          | —         | MPC                           |
| 386334     | 2008 SV207 | 27 set 2008 | Catalina     | CSS                 | —         | MPC                           |
| 386335     | 2008 SE223 | 25 set 2008 | Mount Lemmon | Mount Lemmon Survey | —         | MPC                           |
| 386336     | 2008 SP242 | 29 set 2008 | Kitt Peak    | Spacewatch          | —         | MPC                           |
| 386337     | 2008 SZ243 | 24 set 2008 | Catalina     | CSS                 | —         | MPC                           |
| 386338     | 2008 SB246 | 9 set 2008  | Catalina     | CSS                 | Phocaea   | MPC                           |
| 386339     | 2008 SG250 | 23 set 2008 | Catalina     | CSS                 | —         | MPC                           |
| 386340     | 2008 SG259 | 23 set 2008 | Catalina     | CSS                 | —         | MPC                           |
| 386341     | 2008 SJ265 | 28 set 2008 | Mount Lemmon | Mount Lemmon Survey | —         | MPC                           |
| 386342     | 2008 SG269 | 21 set 2008 | Mount Lemmon | Mount Lemmon Survey | —         | MPC                           |
| 386343     | 2008 SG271 | 29 set 2008 | Catalina     | CSS                 | —         | MPC                           |
| 386344     | 2008 SL271 | 29 set 2008 | Mount Lemmon | Mount Lemmon Survey | —         | MPC                           |
| 386345     | 2008 SW271 | 24 set 2008 | Mount Lemmon | Mount Lemmon Survey | —         | MPC                           |
| 386346     | 2008 SL284 | 24 set 2008 | Kitt Peak    | Spacewatch          | —         | MPC                           |
| 386347     | 2008 SD287 | 23 set 2008 | Kitt Peak    | Spacewatch          | —         | MPC                           |
| 386348     | 2008 SG288 | 23 set 2008 | Kitt Peak    | Spacewatch          | —         | MPC                           |
| 386349     | 2008 SD296 | 28 set 2008 | Catalina     | CSS                 | —         | MPC                           |
| 386350     | 2008 SR299 | 22 set 2008 | Kitt Peak    | Spacewatch          | —         | MPC                           |
| 386351     | 2008 SY299 | 22 set 2008 | Mount Lemmon | Mount Lemmon Survey | —         | MPC                           |
| 386352     | 2008 SA303 | 24 set 2008 | Kitt Peak    | Spacewatch          | —         | MPC                           |
| 386353     | 2008 SF308 | 29 set 2008 | Mount Lemmon | Mount Lemmon Survey | —         | MPC                           |
| 386354     | 2008 TM5   | 1 out 2008  | La Sagra     | Mallorca Obs.       | —         | MPC                           |
| 386355     | 2008 TU8   | 6 out 2008  | Junk Bond    | D. Healy            | —         | MPC                           |
| 386356     | 2008 TS23  | 2 out 2008  | Mount Lemmon | Mount Lemmon Survey | —         | MPC                           |
| 386357     | 2008 TL45  | 1 out 2008  | Mount Lemmon | Mount Lemmon Survey | —         | MPC                           |
| 386358     | 2008 TX45  | 1 out 2008  | Kitt Peak    | Spacewatch          | —         | MPC                           |
| 386359     | 2008 TW49  | 2 out 2008  | Kitt Peak    | Spacewatch          | —         | MPC                           |
| 386360     | 2008 TV67  | 2 out 2008  | Kitt Peak    | Spacewatch          | —         | MPC                           |
| 386361     | 2008 TT85  | 3 out 2008  | Kitt Peak    | Spacewatch          | —         | MPC                           |
| 386362     | 2008 TY91  | 4 out 2008  | Catalina     | CSS                 | —         | MPC                           |
| 386363     | 2008 TQ95  | 2 out 2008  | Catalina     | CSS                 | —         | MPC                           |
| 386364     | 2008 TP113 | 6 out 2008  | Kitt Peak    | Spacewatch          | —         | MPC                           |
| 386365     | 2008 TG124 | 4 mar 2006  | Kitt Peak    | Spacewatch          | —         | MPC                           |
| 386366     | 2008 TN127 | 8 out 2008  | Mount Lemmon | Mount Lemmon Survey | —         | MPC                           |
| 386367     | 2008 TS127 | 8 out 2008  | Mount Lemmon | Mount Lemmon Survey | —         | MPC                           |
| 386368     | 2008 TU128 | 8 out 2008  | Catalina     | CSS                 | —         | MPC                           |
| 386369     | 2008 TN131 | 8 out 2008  | Mount Lemmon | Mount Lemmon Survey | —         | MPC                           |
| 386370     | 2008 TO139 | 8 out 2008  | Mount Lemmon | Mount Lemmon Survey | —         | MPC                           |
| 386371     | 2008 TJ145 | 4 fev 2006  | Kitt Peak    | Spacewatch          | —         | MPC                           |
| 386372     | 2008 TT149 | 9 out 2008  | Mount Lemmon | Mount Lemmon Survey | —         | MPC                           |
| 386373     | 2008 TV164 | 2 out 2008  | Kitt Peak    | Spacewatch          | —         | MPC                           |
| 386374     | 2008 TO166 | 7 out 2008  | Mount Lemmon | Mount Lemmon Survey | —         | MPC                           |
| 386375     | 2008 TN173 | 7 set 2008  | Mount Lemmon | Mount Lemmon Survey | —         | MPC                           |
| 386376     | 2008 TQ177 | 23 set 2008 | Catalina     | CSS                 | —         | MPC                           |
| 386377     | 2008 UV11  | 17 out 2008 | Kitt Peak    | Spacewatch          | —         | MPC                           |
| 386378     | 2008 UH28  | 20 out 2008 | Kitt Peak    | Spacewatch          | —         | MPC                           |
| 386379     | 2008 UJ41  | 20 out 2008 | Kitt Peak    | Spacewatch          | —         | MPC                           |
| 386380     | 2008 UB54  | 20 out 2008 | Kitt Peak    | Spacewatch          | —         | MPC                           |
| 386381     | 2008 UR60  | 28 set 2008 | Mount Lemmon | Mount Lemmon Survey | —         | MPC                           |
| 386382     | 2008 UZ70  | 21 out 2008 | Kitt Peak    | Spacewatch          | —         | MPC                           |
| 386383     | 2008 UF73  | 21 out 2008 | Kitt Peak    | Spacewatch          | —         | MPC                           |
| 386384     | 2008 UJ79  | 22 out 2008 | Kitt Peak    | Spacewatch          | —         | MPC                           |
| 386385     | 2008 UX86  | 23 set 2008 | Kitt Peak    | Spacewatch          | —         | MPC                           |
| 386386     | 2008 UZ107 | 21 out 2008 | Mount Lemmon | Mount Lemmon Survey | —         | MPC                           |
| 386387     | 2008 UB115 | 22 out 2008 | Kitt Peak    | Spacewatch          | —         | MPC                           |
| 386388     | 2008 UN127 | 22 out 2008 | Kitt Peak    | Spacewatch          | —         | MPC                           |
| 386389     | 2008 UH138 | 22 set 2008 | Mount Lemmon | Mount Lemmon Survey | —         | MPC                           |
| 386390     | 2008 US147 | 23 out 2008 | Kitt Peak    | Spacewatch          | —         | MPC                           |
| 386391     | 2008 UO148 | 23 out 2008 | Kitt Peak    | Spacewatch          | —         | MPC                           |
| 386392     | 2008 UU148 | 23 out 2008 | Kitt Peak    | Spacewatch          | —         | MPC                           |
| 386393     | 2008 US158 | 23 out 2008 | Kitt Peak    | Spacewatch          | —         | MPC                           |
| 386394     | 2008 UQ161 | 24 out 2008 | Kitt Peak    | Spacewatch          | —         | MPC                           |
| 386395     | 2008 UD165 | 24 out 2008 | Kitt Peak    | Spacewatch          | —         | MPC                           |
| 386396     | 2008 UB167 | 24 out 2008 | Kitt Peak    | Spacewatch          | —         | MPC                           |
| 386397     | 2008 UP173 | 23 set 2008 | Catalina     | CSS                 | Eos       | MPC                           |
| 386398     | 2008 UT173 | 24 out 2008 | Catalina     | CSS                 | —         | MPC                           |
| 386399     | 2008 UF180 | 16 fev 2001 | Kitt Peak    | Spacewatch          | —         | MPC                           |
| 386400     | 2008 UC184 | 24 out 2008 | Mount Lemmon | Mount Lemmon Survey | —         | MPC                           |

## 386401–386500
| Designação | Designação | Descoberta  | Descoberta   | Descobridor(es)     | Categoria | Mais informações / Referência |
| Permanente | Provisória | Data        | Local        | Descobridor(es)     | Categoria | Mais informações / Referência |
| ---------- | ---------- | ----------- | ------------ | ------------------- | --------- | ----------------------------- |
| 386401     | 2008 UE198 | 25 out 2008 | Socorro      | LINEAR              | —         | MPC                           |
| 386402     | 2008 UL200 | 7 set 2008  | Mount Lemmon | Mount Lemmon Survey | —         | MPC                           |
| 386403     | 2008 UL214 | 10 out 2008 | Catalina     | CSS                 | —         | MPC                           |
| 386404     | 2008 UX214 | 29 set 2008 | Mount Lemmon | Mount Lemmon Survey | —         | MPC                           |
| 386405     | 2008 UL222 | 8 mar 2005  | Mount Lemmon | Mount Lemmon Survey | —         | MPC                           |
| 386406     | 2008 UO227 | 16 set 2003 | Kitt Peak    | Spacewatch          | —         | MPC                           |
| 386407     | 2008 UT237 | 30 set 2008 | Mount Lemmon | Mount Lemmon Survey | —         | MPC                           |
| 386408     | 2008 UL239 | 26 out 2008 | Kitt Peak    | Spacewatch          | —         | MPC                           |
| 386409     | 2008 UQ244 | 26 out 2008 | Catalina     | CSS                 | Phocaea   | MPC                           |
| 386410     | 2008 UB250 | 27 out 2008 | Mount Lemmon | Mount Lemmon Survey | —         | MPC                           |
| 386411     | 2008 UU262 | 27 out 2008 | Mount Lemmon | Mount Lemmon Survey | Phocaea   | MPC                           |
| 386412     | 2008 US284 | 28 out 2008 | Mount Lemmon | Mount Lemmon Survey | —         | MPC                           |
| 386413     | 2008 UT286 | 8 abr 2006  | Kitt Peak    | Spacewatch          | Phocaea   | MPC                           |
| 386414     | 2008 UZ303 | 29 out 2008 | Mount Lemmon | Mount Lemmon Survey | —         | MPC                           |
| 386415     | 2008 UD306 | 30 out 2008 | Kitt Peak    | Spacewatch          | —         | MPC                           |
| 386416     | 2008 UM337 | 23 out 2008 | Mount Lemmon | Mount Lemmon Survey | Ursula    | MPC                           |
| 386417     | 2008 UC345 | 31 out 2008 | Kitt Peak    | Spacewatch          | —         | MPC                           |
| 386418     | 2008 UD345 | 31 out 2008 | Kitt Peak    | Spacewatch          | —         | MPC                           |
| 386419     | 2008 UA348 | 23 out 2008 | Kitt Peak    | Spacewatch          | —         | MPC                           |
| 386420     | 2008 UV352 | 27 out 2008 | Kitt Peak    | Spacewatch          | Eos       | MPC                           |
| 386421     | 2008 UT354 | 27 out 2008 | Mount Lemmon | Mount Lemmon Survey | —         | MPC                           |
| 386422     | 2008 UY358 | 27 out 2008 | Kitt Peak    | Spacewatch          | —         | MPC                           |
| 386423     | 2008 VJ1   | 2 nov 2008  | Socorro      | LINEAR              | —         | MPC                           |
| 386424     | 2008 VX3   | 30 out 2008 | Kitt Peak    | Spacewatch          | —         | MPC                           |
| 386425     | 2008 VT12  | 3 nov 2008  | Mount Lemmon | Mount Lemmon Survey | —         | MPC                           |
| 386426     | 2008 VC14  | 3 nov 2008  | Mount Lemmon | Mount Lemmon Survey | —         | MPC                           |
| 386427     | 2008 VJ18  | 1 nov 2008  | Kitt Peak    | Spacewatch          | —         | MPC                           |
| 386428     | 2008 VW18  | 6 out 2008  | Mount Lemmon | Mount Lemmon Survey | —         | MPC                           |
| 386429     | 2008 VU21  | 1 nov 2008  | Mount Lemmon | Mount Lemmon Survey | —         | MPC                           |
| 386430     | 2008 VY21  | 1 nov 2008  | Mount Lemmon | Mount Lemmon Survey | —         | MPC                           |
| 386431     | 2008 VM34  | 2 nov 2008  | Mount Lemmon | Mount Lemmon Survey | —         | MPC                           |
| 386432     | 2008 VO38  | 2 nov 2008  | Kitt Peak    | Spacewatch          | —         | MPC                           |
| 386433     | 2008 VX59  | 7 nov 2008  | Catalina     | CSS                 | —         | MPC                           |
| 386434     | 2008 VF68  | 2 nov 2008  | Catalina     | CSS                 | —         | MPC                           |
| 386435     | 2008 VT76  | 1 nov 2008  | Mount Lemmon | Mount Lemmon Survey | —         | MPC                           |
| 386436     | 2008 WV8   | 17 nov 2008 | Kitt Peak    | Spacewatch          | —         | MPC                           |
| 386437     | 2008 WS22  | 18 nov 2008 | Catalina     | CSS                 | Eos       | MPC                           |
| 386438     | 2008 WD39  | 17 nov 2008 | Kitt Peak    | Spacewatch          | —         | MPC                           |
| 386439     | 2008 WV43  | 31 out 2008 | Kitt Peak    | Spacewatch          | —         | MPC                           |
| 386440     | 2008 WD62  | 22 nov 2008 | La Sagra     | Mallorca Obs.       | —         | MPC                           |
| 386441     | 2008 WF68  | 18 nov 2008 | Kitt Peak    | Spacewatch          | —         | MPC                           |
| 386442     | 2008 WL85  | 20 nov 2008 | Kitt Peak    | Spacewatch          | —         | MPC                           |
| 386443     | 2008 WQ90  | 22 nov 2008 | La Sagra     | Mallorca Obs.       | —         | MPC                           |
| 386444     | 2008 WG92  | 24 nov 2008 | Dauban       | F. Kugel            | —         | MPC                           |
| 386445     | 2008 WB95  | 21 nov 2008 | Cerro Burek  | Alianza S4 Obs.     | —         | MPC                           |
| 386446     | 2008 WQ95  | 1 nov 2008  | Mount Lemmon | Mount Lemmon Survey | —         | MPC                           |
| 386447     | 2008 WR98  | 23 nov 2008 | Mount Lemmon | Mount Lemmon Survey | —         | MPC                           |
| 386448     | 2008 WM99  | 29 set 2008 | Mount Lemmon | Mount Lemmon Survey | —         | MPC                           |
| 386449     | 2008 WR101 | 20 nov 2008 | Kitt Peak    | Spacewatch          | —         | MPC                           |
| 386450     | 2008 WH109 | 30 nov 2008 | Kitt Peak    | Spacewatch          | —         | MPC                           |
| 386451     | 2008 WV114 | 30 nov 2008 | Kitt Peak    | Spacewatch          | —         | MPC                           |
| 386452     | 2008 WQ137 | 23 nov 2008 | Kitt Peak    | Spacewatch          | —         | MPC                           |
| 386453     | 2008 WT137 | 27 set 2008 | Mount Lemmon | Mount Lemmon Survey | —         | MPC                           |
| 386454     | 2008 XM    | 2 dez 2008  | Socorro      | LINEAR              | —         | MPC                           |
| 386455     | 2008 XZ5   | 4 dez 2008  | Socorro      | LINEAR              | —         | MPC                           |
| 386456     | 2008 XV11  | 2 dez 2008  | Kitt Peak    | Spacewatch          | —         | MPC                           |
| 386457     | 2008 XO14  | 1 dez 2008  | Kitt Peak    | Spacewatch          | —         | MPC                           |
| 386458     | 2008 XW17  | 19 nov 2008 | Kitt Peak    | Spacewatch          | —         | MPC                           |
| 386459     | 2008 XO27  | 24 set 2008 | Mount Lemmon | Mount Lemmon Survey | Themis    | MPC                           |
| 386460     | 2008 XK30  | 15 jun 2007 | Kitt Peak    | Spacewatch          | —         | MPC                           |
| 386461     | 2008 XQ39  | 2 dez 2008  | Kitt Peak    | Spacewatch          | —         | MPC                           |
| 386462     | 2008 XZ43  | 2 dez 2008  | Kitt Peak    | Spacewatch          | —         | MPC                           |
| 386463     | 2008 YA9   | 23 dez 2008 | Piszkéstető  | K. Sárneczky        | —         | MPC                           |
| 386464     | 2008 YW9   | 2 nov 2008  | Mount Lemmon | Mount Lemmon Survey | —         | MPC                           |
| 386465     | 2008 YS11  | 21 dez 2008 | Mount Lemmon | Mount Lemmon Survey | —         | MPC                           |
| 386466     | 2008 YP22  | 21 dez 2008 | Mount Lemmon | Mount Lemmon Survey | —         | MPC                           |
| 386467     | 2008 YG23  | 19 dez 2008 | La Sagra     | Mallorca Obs.       | —         | MPC                           |
| 386468     | 2008 YU38  | 19 nov 2008 | Kitt Peak    | Spacewatch          | —         | MPC                           |
| 386469     | 2008 YN40  | 29 dez 2008 | Mount Lemmon | Mount Lemmon Survey | —         | MPC                           |
| 386470     | 2008 YS50  | 29 dez 2008 | Mount Lemmon | Mount Lemmon Survey | —         | MPC                           |
| 386471     | 2008 YK79  | 30 dez 2008 | Mount Lemmon | Mount Lemmon Survey | —         | MPC                           |
| 386472     | 2008 YT94  | 21 dez 2008 | Mount Lemmon | Mount Lemmon Survey | —         | MPC                           |
| 386473     | 2008 YV94  | 21 dez 2008 | Kitt Peak    | Spacewatch          | Eos       | MPC                           |
| 386474     | 2008 YB100 | 29 dez 2008 | Kitt Peak    | Spacewatch          | —         | MPC                           |
| 386475     | 2008 YT105 | 22 dez 2008 | Kitt Peak    | Spacewatch          | —         | MPC                           |
| 386476     | 2008 YF119 | 29 dez 2008 | Kitt Peak    | Spacewatch          | —         | MPC                           |
| 386477     | 2008 YG119 | 29 dez 2008 | Kitt Peak    | Spacewatch          | Maria     | MPC                           |
| 386478     | 2008 YU124 | 10 set 2007 | Kitt Peak    | Spacewatch          | —         | MPC                           |
| 386479     | 2008 YR146 | 30 dez 2008 | Kitt Peak    | Spacewatch          | —         | MPC                           |
| 386480     | 2008 YS156 | 30 dez 2008 | Mount Lemmon | Mount Lemmon Survey | —         | MPC                           |
| 386481     | 2008 YC165 | 29 dez 2008 | Mount Lemmon | Mount Lemmon Survey | —         | MPC                           |
| 386482     | 2008 YY167 | 30 dez 2008 | La Sagra     | Mallorca Obs.       | —         | MPC                           |
| 386483     | 2008 YN170 | 29 dez 2008 | Kitt Peak    | Spacewatch          | Eos       | MPC                           |
| 386484     | 2008 YF172 | 30 dez 2008 | Mount Lemmon | Mount Lemmon Survey | —         | MPC                           |
| 386485     | 2009 AZ29  | 15 jan 2009 | Kitt Peak    | Spacewatch          | —         | MPC                           |
| 386486     | 2009 AM35  | 15 jan 2009 | Kitt Peak    | Spacewatch          | —         | MPC                           |
| 386487     | 2009 AA36  | 15 jan 2009 | Kitt Peak    | Spacewatch          | —         | MPC                           |
| 386488     | 2009 AC43  | 3 jan 2009  | Mount Lemmon | Mount Lemmon Survey | —         | MPC                           |
| 386489     | 2009 AA47  | 3 jan 2009  | Mount Lemmon | Mount Lemmon Survey | —         | MPC                           |
| 386490     | 2009 AZ47  | 4 mar 2000  | Socorro      | LINEAR              | —         | MPC                           |
| 386491     | 2009 BR2   | 19 jan 2009 | Mayhill      | A. Lowe             | —         | MPC                           |
| 386492     | 2009 BT26  | 16 jan 2009 | Kitt Peak    | Spacewatch          | —         | MPC                           |
| 386493     | 2009 BC32  | 2 jan 2009  | Mount Lemmon | Mount Lemmon Survey | —         | MPC                           |
| 386494     | 2009 BC38  | 30 dez 2008 | Mount Lemmon | Mount Lemmon Survey | —         | MPC                           |
| 386495     | 2009 BG38  | 16 jan 2009 | Kitt Peak    | Spacewatch          | —         | MPC                           |
| 386496     | 2009 BX39  | 16 jan 2009 | Kitt Peak    | Spacewatch          | —         | MPC                           |
| 386497     | 2009 BR40  | 16 jan 2009 | Kitt Peak    | Spacewatch          | —         | MPC                           |
| 386498     | 2009 BK41  | 16 jan 2009 | Kitt Peak    | Spacewatch          | Maria     | MPC                           |
| 386499     | 2009 BB46  | 16 jan 2009 | Kitt Peak    | Spacewatch          | —         | MPC                           |
| 386500     | 2009 BM46  | 16 jan 2009 | Kitt Peak    | Spacewatch          | Ursula    | MPC                           |

## 386501–386600
| Designação | Designação | Descoberta  | Descoberta       | Descobridor(es)     | Categoria | Mais informações / Referência |
| Permanente | Provisória | Data        | Local            | Descobridor(es)     | Categoria | Mais informações / Referência |
| ---------- | ---------- | ----------- | ---------------- | ------------------- | --------- | ----------------------------- |
| 386501     | 2009 BA47  | 16 jan 2009 | Kitt Peak        | Spacewatch          | —         | MPC                           |
| 386502     | 2009 BJ47  | 16 jan 2009 | Kitt Peak        | Spacewatch          | —         | MPC                           |
| 386503     | 2009 BM56  | 17 jan 2009 | Kitt Peak        | Spacewatch          | —         | MPC                           |
| 386504     | 2009 BP58  | 29 jan 2009 | Catalina         | CSS                 | —         | MPC                           |
| 386505     | 2009 BU60  | 17 jan 2009 | Mount Lemmon     | Mount Lemmon Survey | —         | MPC                           |
| 386506     | 2009 BX77  | 25 jan 2009 | Socorro          | LINEAR              | —         | MPC                           |
| 386507     | 2009 BZ87  | 25 jan 2009 | Kitt Peak        | Spacewatch          | —         | MPC                           |
| 386508     | 2009 BX89  | 25 jan 2009 | Kitt Peak        | Spacewatch          | —         | MPC                           |
| 386509     | 2009 BD105 | 2 out 2006  | Mount Lemmon     | Mount Lemmon Survey | —         | MPC                           |
| 386510     | 2009 BP109 | 30 jan 2009 | Mount Lemmon     | Mount Lemmon Survey | —         | MPC                           |
| 386511     | 2009 BC113 | 24 nov 2008 | Mount Lemmon     | Mount Lemmon Survey | —         | MPC                           |
| 386512     | 2009 BD113 | 24 jan 2009 | Cerro Burek      | Alianza S4 Obs.     | —         | MPC                           |
| 386513     | 2009 BM115 | 22 dez 2008 | Kitt Peak        | Spacewatch          | —         | MPC                           |
| 386514     | 2009 BX115 | 31 dez 2008 | Kitt Peak        | Spacewatch          | Maria     | MPC                           |
| 386515     | 2009 BY127 | 22 dez 2008 | Mount Lemmon     | Mount Lemmon Survey | —         | MPC                           |
| 386516     | 2009 BJ129 | 30 jan 2009 | Mount Lemmon     | Mount Lemmon Survey | Brangane  | MPC                           |
| 386517     | 2009 BK131 | 31 jan 2009 | Mount Lemmon     | Mount Lemmon Survey | —         | MPC                           |
| 386518     | 2009 BV134 | 15 jan 2009 | Kitt Peak        | Spacewatch          | Brangane  | MPC                           |
| 386519     | 2009 BQ135 | 29 jan 2009 | Kitt Peak        | Spacewatch          | —         | MPC                           |
| 386520     | 2009 BD146 | 3 jan 2009  | Mount Lemmon     | Mount Lemmon Survey | —         | MPC                           |
| 386521     | 2009 BY149 | 31 jan 2009 | Kitt Peak        | Spacewatch          | —         | MPC                           |
| 386522     | 2009 BD154 | 20 jan 2009 | Kitt Peak        | Spacewatch          | —         | MPC                           |
| 386523     | 2009 BL159 | 3 jan 2009  | Mount Lemmon     | Mount Lemmon Survey | —         | MPC                           |
| 386524     | 2009 BQ161 | 24 jan 2009 | Cerro Burek      | Alianza S4 Obs.     | —         | MPC                           |
| 386525     | 2009 BR174 | 25 jan 2009 | Kitt Peak        | Spacewatch          | —         | MPC                           |
| 386526     | 2009 BD183 | 25 jan 2009 | Catalina         | CSS                 | —         | MPC                           |
| 386527     | 2009 BV184 | 18 jan 2009 | Socorro          | LINEAR              | —         | MPC                           |
| 386528     | 2009 CB5   | 12 fev 2009 | Calar Alto       | F. Hormuth          | Maria     | MPC                           |
| 386529     | 2009 CR20  | 1 fev 2009  | Kitt Peak        | Spacewatch          | —         | MPC                           |
| 386530     | 2009 CA21  | 18 jan 2009 | Kitt Peak        | Spacewatch          | —         | MPC                           |
| 386531     | 2009 CQ23  | 18 jan 2009 | Kitt Peak        | Spacewatch          | —         | MPC                           |
| 386532     | 2009 CA25  | 1 fev 2009  | Mount Lemmon     | Mount Lemmon Survey | —         | MPC                           |
| 386533     | 2009 CW32  | 1 fev 2009  | Kitt Peak        | Spacewatch          | —         | MPC                           |
| 386534     | 2009 CY34  | 2 fev 2009  | Mount Lemmon     | Mount Lemmon Survey | —         | MPC                           |
| 386535     | 2009 CF42  | 13 fev 2009 | Kitt Peak        | Spacewatch          | Brangane  | MPC                           |
| 386536     | 2009 CJ48  | 14 fev 2009 | Kitt Peak        | Spacewatch          | —         | MPC                           |
| 386537     | 2009 CE49  | 14 fev 2009 | Mount Lemmon     | Mount Lemmon Survey | —         | MPC                           |
| 386538     | 2009 CW56  | 4 fev 2009  | Mount Lemmon     | Mount Lemmon Survey | —         | MPC                           |
| 386539     | 2009 CT57  | 2 fev 2009  | Catalina         | CSS                 | —         | MPC                           |
| 386540     | 2009 CN58  | 3 fev 2009  | Mount Lemmon     | Mount Lemmon Survey | —         | MPC                           |
| 386541     | 2009 CM59  | 3 fev 2009  | Mount Lemmon     | Mount Lemmon Survey | —         | MPC                           |
| 386542     | 2009 CL62  | 5 fev 2009  | Mount Lemmon     | Mount Lemmon Survey | —         | MPC                           |
| 386543     | 2009 DZ2   | 17 fev 2009 | Calar Alto       | F. Hormuth          | —         | MPC                           |
| 386544     | 2009 DZ3   | 18 fev 2009 | Socorro          | LINEAR              | —         | MPC                           |
| 386545     | 2009 DY5   | 22 nov 2008 | Kitt Peak        | Spacewatch          | —         | MPC                           |
| 386546     | 2009 DE14  | 18 fev 2009 | Bergisch Gladbac | W. Bickel           | —         | MPC                           |
| 386547     | 2009 DP14  | 19 fev 2009 | Mount Lemmon     | Mount Lemmon Survey | —         | MPC                           |
| 386548     | 2009 DH16  | 17 fev 2009 | La Sagra         | Mallorca Obs.       | Ursula    | MPC                           |
| 386549     | 2009 DC17  | 30 jan 2009 | Mount Lemmon     | Mount Lemmon Survey | —         | MPC                           |
| 386550     | 2009 DT31  | 20 fev 2009 | Kitt Peak        | Spacewatch          | —         | MPC                           |
| 386551     | 2009 DS39  | 16 jan 2009 | Kitt Peak        | Spacewatch          | —         | MPC                           |
| 386552     | 2009 DM43  | 25 jan 1998 | Kitt Peak        | Spacewatch          | —         | MPC                           |
| 386553     | 2009 DQ49  | 19 fev 2009 | Kitt Peak        | Spacewatch          | —         | MPC                           |
| 386554     | 2009 DX52  | 5 fev 2009  | Kitt Peak        | Spacewatch          | —         | MPC                           |
| 386555     | 2009 DJ53  | 22 fev 2009 | Kitt Peak        | Spacewatch          | —         | MPC                           |
| 386556     | 2009 DG55  | 22 fev 2009 | Kitt Peak        | Spacewatch          | —         | MPC                           |
| 386557     | 2009 DU65  | 22 fev 2009 | Mount Lemmon     | Mount Lemmon Survey | —         | MPC                           |
| 386558     | 2009 DL66  | 24 fev 2009 | Mount Lemmon     | Mount Lemmon Survey | —         | MPC                           |
| 386559     | 2009 DW72  | 19 abr 2004 | Kitt Peak        | Spacewatch          | —         | MPC                           |
| 386560     | 2009 DB78  | 30 dez 2008 | Mount Lemmon     | Mount Lemmon Survey | Brangane  | MPC                           |
| 386561     | 2009 DD79  | 31 jan 2009 | Kitt Peak        | Spacewatch          | —         | MPC                           |
| 386562     | 2009 DU85  | 27 fev 2009 | Kitt Peak        | Spacewatch          | —         | MPC                           |
| 386563     | 2009 DL86  | 14 fev 2009 | Kitt Peak        | Spacewatch          | —         | MPC                           |
| 386564     | 2009 DK91  | 3 fev 2009  | Kitt Peak        | Spacewatch          | —         | MPC                           |
| 386565     | 2009 DT98  | 16 out 2006 | Catalina         | CSS                 | —         | MPC                           |
| 386566     | 2009 DN101 | 13 fev 2009 | Kitt Peak        | Spacewatch          | —         | MPC                           |
| 386567     | 2009 DW111 | 29 ago 2006 | Kitt Peak        | Spacewatch          | —         | MPC                           |
| 386568     | 2009 DO117 | 27 fev 2009 | Kitt Peak        | Spacewatch          | Brangane  | MPC                           |
| 386569     | 2009 DX118 | 27 fev 2009 | Kitt Peak        | Spacewatch          | —         | MPC                           |
| 386570     | 2009 DG129 | 26 fev 2009 | Kitt Peak        | Spacewatch          | —         | MPC                           |
| 386571     | 2009 DS129 | 27 fev 2009 | Kitt Peak        | Spacewatch          | —         | MPC                           |
| 386572     | 2009 DW129 | 27 fev 2009 | Kitt Peak        | Spacewatch          | —         | MPC                           |
| 386573     | 2009 DD132 | 20 fev 2009 | Kitt Peak        | Spacewatch          | —         | MPC                           |
| 386574     | 2009 DO132 | 20 fev 2009 | Kitt Peak        | Spacewatch          | —         | MPC                           |
| 386575     | 2009 DA140 | 19 fev 2009 | Kitt Peak        | Spacewatch          | —         | MPC                           |
| 386576     | 2009 DJ142 | 19 fev 2009 | Kitt Peak        | Spacewatch          | —         | MPC                           |
| 386577     | 2009 DN142 | 27 fev 2009 | Kitt Peak        | Spacewatch          | —         | MPC                           |
| 386578     | 2009 EY1   | 1 mar 2009  | Kitt Peak        | Spacewatch          | —         | MPC                           |
| 386579     | 2009 EA14  | 2 fev 2009  | Mount Lemmon     | Mount Lemmon Survey | Brangane  | MPC                           |
| 386580     | 2009 EF14  | 15 mar 2009 | Kitt Peak        | Spacewatch          | —         | MPC                           |
| 386581     | 2009 EJ14  | 15 mar 2009 | Kitt Peak        | Spacewatch          | Brangane  | MPC                           |
| 386582     | 2009 FV18  | 20 mar 2009 | La Sagra         | Mallorca Obs.       | —         | MPC                           |
| 386583     | 2009 FM22  | 19 mar 2009 | Bergisch Gladbac | W. Bickel           | —         | MPC                           |
| 386584     | 2009 FC27  | 19 mar 2009 | Mount Lemmon     | Mount Lemmon Survey | Brangane  | MPC                           |
| 386585     | 2009 FM30  | 23 mar 2009 | Hibiscus         | N. Teamo            | —         | MPC                           |
| 386586     | 2009 FQ30  | 25 mar 2009 | Hibiscus         | N. Teamo            | —         | MPC                           |
| 386587     | 2009 FT30  | 19 mar 2009 | Catalina         | CSS                 | Juno      | MPC                           |
| 386588     | 2009 FP33  | 1 mar 2009  | Mount Lemmon     | Mount Lemmon Survey | —         | MPC                           |
| 386589     | 2009 FH39  | 24 mar 2009 | Mount Lemmon     | Mount Lemmon Survey | —         | MPC                           |
| 386590     | 2009 FZ49  | 27 mar 2009 | Catalina         | CSS                 | —         | MPC                           |
| 386591     | 2009 FN52  | 28 mar 2009 | Mount Lemmon     | Mount Lemmon Survey | —         | MPC                           |
| 386592     | 2009 FS54  | 29 mar 2009 | Mount Lemmon     | Mount Lemmon Survey | Juno      | MPC                           |
| 386593     | 2009 FN56  | 22 mar 2009 | Catalina         | CSS                 | —         | MPC                           |
| 386594     | 2009 FS56  | 23 mar 2009 | Siding Spring    | SSS                 | Juno      | MPC                           |
| 386595     | 2009 FY56  | 25 mar 2009 | Siding Spring    | SSS                 | —         | MPC                           |
| 386596     | 2009 FD58  | 21 mar 2009 | Kitt Peak        | Spacewatch          | —         | MPC                           |
| 386597     | 2009 FR59  | 27 mar 2009 | Siding Spring    | SSS                 | —         | MPC                           |
| 386598     | 2009 FO65  | 18 mar 2009 | Catalina         | CSS                 | —         | MPC                           |
| 386599     | 2009 FK67  | 19 mar 2009 | Mount Lemmon     | Mount Lemmon Survey | —         | MPC                           |
| 386600     | 2009 FX68  | 16 mar 2009 | Catalina         | CSS                 | —         | MPC                           |

## 386601–386700
| Designação         | Designação | Descoberta  | Descoberta      | Descobridor(es)      | Categoria | Mais informações / Referência |
| Permanente         | Provisória | Data        | Local           | Descobridor(es)      | Categoria | Mais informações / Referência |
| ------------------ | ---------- | ----------- | --------------- | -------------------- | --------- | ----------------------------- |
| 386601             | 2009 FP69  | 18 mar 2009 | Kitt Peak       | Spacewatch           | —         | MPC                           |
| 386602             | 2009 FZ76  | 19 mar 2009 | Kitt Peak       | Spacewatch           | —         | MPC                           |
| 386603             | 2009 FG77  | 19 mar 2009 | Mount Lemmon    | Mount Lemmon Survey  | —         | MPC                           |
| 386604             | 2009 GO5   | 2 abr 2009  | Mount Lemmon    | Mount Lemmon Survey  | —         | MPC                           |
| 386605             | 2009 HW5   | 17 abr 2009 | Kitt Peak       | Spacewatch           | —         | MPC                           |
| 386606             | 2009 HM11  | 18 abr 2009 | Catalina        | CSS                  | —         | MPC                           |
| 386607             | 2009 HQ29  | 19 abr 2009 | Kitt Peak       | Spacewatch           | —         | MPC                           |
| 386608             | 2009 HR36  | 20 abr 2009 | La Sagra        | Mallorca Obs.        | —         | MPC                           |
| 386609             | 2009 HF73  | 27 abr 2009 | Siding Spring   | SSS                  | Juno      | MPC                           |
| 386610             | 2009 HW95  | 18 mar 2009 | Kitt Peak       | Spacewatch           | —         | MPC                           |
| 386611             | 2009 HF97  | 17 abr 2009 | Kitt Peak       | Spacewatch           | —         | MPC                           |
| 386612             | 2009 HB100 | 27 abr 2009 | Kitt Peak       | Spacewatch           | Ursula    | MPC                           |
| 386613             | 2009 JN18  | 1 mai 2009  | Mount Lemmon    | Mount Lemmon Survey  | —         | MPC                           |
| 386614             | 2009 OW15  | 28 jul 2009 | Kitt Peak       | Spacewatch           | —         | MPC                           |
| 386615             | 2009 QP6   | 18 ago 2009 | Wildberg        | R. Apitzsch          | —         | MPC                           |
| 386616             | 2009 QC26  | 20 ago 2009 | Taunus          | S. Karge, U. Zimmer  | —         | MPC                           |
| 386617             | 2009 QV53  | 17 ago 2009 | Kitt Peak       | Spacewatch           | —         | MPC                           |
| 386618             | 2009 RD26  | 13 set 2009 | ESA OGS         | ESA OGS              | —         | MPC                           |
| 386619             | 2009 RP51  | 15 set 2009 | Kitt Peak       | Spacewatch           | Mitidika  | MPC                           |
| 386620             | 2009 RX54  | 6 set 2008  | Catalina        | CSS                  | Vesta     | MPC                           |
| 386621             | 2009 RL59  | 15 set 2009 | Kitt Peak       | Spacewatch           | —         | MPC                           |
| 386622 New Zealand | 2009 SA1   | 16 set 2009 | Farm Cove       | J. McCormick         | —         | MPC                           |
| 386623             | 2009 SY27  | 16 set 2009 | Kitt Peak       | Spacewatch           | —         | MPC                           |
| 386624             | 2009 SU28  | 16 set 2009 | Kitt Peak       | Spacewatch           | —         | MPC                           |
| 386625             | 2009 SH29  | 16 set 2009 | Kitt Peak       | Spacewatch           | —         | MPC                           |
| 386626             | 2009 SS30  | 16 set 2009 | Kitt Peak       | Spacewatch           | —         | MPC                           |
| 386627             | 2009 SY59  | 17 set 2009 | Kitt Peak       | Spacewatch           | Vesta     | MPC                           |
| 386628             | 2009 SP75  | 17 set 2009 | Kitt Peak       | Spacewatch           | —         | MPC                           |
| 386629             | 2009 SM86  | 18 set 2009 | Kitt Peak       | Spacewatch           | —         | MPC                           |
| 386630             | 2009 SR95  | 17 nov 2006 | Mount Lemmon    | Mount Lemmon Survey  | —         | MPC                           |
| 386631             | 2009 SX104 | 13 dez 2006 | Kitt Peak       | Spacewatch           | —         | MPC                           |
| 386632             | 2009 SF108 | 16 set 2009 | Mount Lemmon    | Mount Lemmon Survey  | —         | MPC                           |
| 386633             | 2009 SS139 | 21 ago 2008 | Kitt Peak       | Spacewatch           | Vesta     | MPC                           |
| 386634             | 2009 SW169 | 26 set 2009 | Modra           | Š. Gajdoš, J. Világi | —         | MPC                           |
| 386635             | 2009 SQ185 | 21 set 2009 | Kitt Peak       | Spacewatch           | —         | MPC                           |
| 386636             | 2009 SF200 | 22 set 2009 | Kitt Peak       | Spacewatch           | —         | MPC                           |
| 386637             | 2009 SB208 | 23 set 2009 | Kitt Peak       | Spacewatch           | —         | MPC                           |
| 386638             | 2009 SB234 | 23 set 2009 | Kitt Peak       | Spacewatch           | —         | MPC                           |
| 386639             | 2009 SP240 | 18 set 2009 | Catalina        | CSS                  | —         | MPC                           |
| 386640             | 2009 SE246 | 17 set 2009 | Kitt Peak       | Spacewatch           | Vesta     | MPC                           |
| 386641             | 2009 SF250 | 19 set 2009 | Kitt Peak       | Spacewatch           | —         | MPC                           |
| 386642             | 2009 SS254 | 25 set 2009 | Kitt Peak       | Spacewatch           | —         | MPC                           |
| 386643             | 2009 SQ258 | 22 dez 2003 | Kitt Peak       | Spacewatch           | —         | MPC                           |
| 386644             | 2009 SE262 | 29 ago 2005 | Kitt Peak       | Spacewatch           | —         | MPC                           |
| 386645             | 2009 SW262 | 23 set 2009 | Mount Lemmon    | Mount Lemmon Survey  | Vesta     | MPC                           |
| 386646             | 2009 SY271 | 24 set 2009 | Kitt Peak       | Spacewatch           | —         | MPC                           |
| 386647             | 2009 SJ308 | 17 set 2009 | Kitt Peak       | Spacewatch           | —         | MPC                           |
| 386648             | 2009 SP314 | 2 jun 2005  | Siding Spring   | SSS                  | —         | MPC                           |
| 386649             | 2009 SK319 | 20 set 2009 | Kitt Peak       | Spacewatch           | Vesta     | MPC                           |
| 386650             | 2009 SF321 | 21 set 2009 | Kitt Peak       | Spacewatch           | —         | MPC                           |
| 386651             | 2009 SM349 | 21 set 2009 | Mount Lemmon    | Mount Lemmon Survey  | —         | MPC                           |
| 386652             | 2009 SN352 | 20 set 2009 | Mount Lemmon    | Mount Lemmon Survey  | —         | MPC                           |
| 386653             | 2009 SP361 | 28 set 2009 | Mount Lemmon    | Mount Lemmon Survey  | —         | MPC                           |
| 386654             | 2009 TH3   | 10 out 2009 | La Sagra        | Mallorca Obs.        | —         | MPC                           |
| 386655             | 2009 TA7   | 12 out 2009 | La Sagra        | Mallorca Obs.        | —         | MPC                           |
| 386656             | 2009 TV10  | 11 out 2009 | Mount Lemmon    | Mount Lemmon Survey  | —         | MPC                           |
| 386657             | 2009 TV45  | 14 out 2009 | Catalina        | CSS                  | —         | MPC                           |
| 386658             | 2009 UF12  | 17 out 2009 | La Sagra        | Mallorca Obs.        | —         | MPC                           |
| 386659             | 2009 UQ28  | 18 out 2009 | Mount Lemmon    | Mount Lemmon Survey  | —         | MPC                           |
| 386660             | 2009 UY29  | 18 out 2009 | Mount Lemmon    | Mount Lemmon Survey  | —         | MPC                           |
| 386661             | 2009 UE47  | 18 out 2009 | Mount Lemmon    | Mount Lemmon Survey  | Mitidika  | MPC                           |
| 386662             | 2009 UQ50  | 22 out 2009 | Mount Lemmon    | Mount Lemmon Survey  | —         | MPC                           |
| 386663             | 2009 UD58  | 23 out 2009 | Mount Lemmon    | Mount Lemmon Survey  | —         | MPC                           |
| 386664             | 2009 UO75  | 21 out 2009 | Mount Lemmon    | Mount Lemmon Survey  | —         | MPC                           |
| 386665             | 2009 UG79  | 21 out 2009 | Mount Lemmon    | Mount Lemmon Survey  | Chloris   | MPC                           |
| 386666             | 2009 UR93  | 18 set 2009 | Mount Lemmon    | Mount Lemmon Survey  | —         | MPC                           |
| 386667             | 2009 UO101 | 23 out 2009 | Mount Lemmon    | Mount Lemmon Survey  | —         | MPC                           |
| 386668             | 2009 UL118 | 23 out 2009 | Mount Lemmon    | Mount Lemmon Survey  | —         | MPC                           |
| 386669             | 2009 UJ120 | 10 jan 2007 | Mount Lemmon    | Mount Lemmon Survey  | —         | MPC                           |
| 386670             | 2009 UD121 | 24 out 2009 | Kitt Peak       | Spacewatch           | —         | MPC                           |
| 386671             | 2009 UX128 | 29 out 2009 | Bisei SG Center | BATTeRS              | —         | MPC                           |
| 386672             | 2009 UA129 | 29 out 2009 | Bisei SG Center | BATTeRS              | —         | MPC                           |
| 386673             | 2009 UJ141 | 27 out 2009 | Mount Lemmon    | Mount Lemmon Survey  | —         | MPC                           |
| 386674             | 2009 UU148 | 16 out 2009 | Mount Lemmon    | Mount Lemmon Survey  | Vesta     | MPC                           |
| 386675             | 2009 VQ43  | 9 nov 2009  | Catalina        | CSS                  | —         | MPC                           |
| 386676             | 2009 VT43  | 10 nov 2009 | La Sagra        | Mallorca Obs.        | —         | MPC                           |
| 386677             | 2009 VW43  | 11 nov 2009 | La Sagra        | Mallorca Obs.        | —         | MPC                           |
| 386678             | 2009 VA51  | 15 nov 2009 | Catalina        | CSS                  | —         | MPC                           |
| 386679             | 2009 VR51  | 11 nov 2009 | Socorro         | LINEAR               | —         | MPC                           |
| 386680             | 2009 VS57  | 12 nov 2009 | La Sagra        | Mallorca Obs.        | —         | MPC                           |
| 386681             | 2009 VE64  | 8 nov 2009  | Kitt Peak       | Spacewatch           | Mitidika  | MPC                           |
| 386682             | 2009 VS64  | 9 nov 2009  | Kitt Peak       | Spacewatch           | —         | MPC                           |
| 386683             | 2009 VE66  | 9 nov 2009  | Kitt Peak       | Spacewatch           | —         | MPC                           |
| 386684             | 2009 VZ66  | 9 nov 2009  | Kitt Peak       | Spacewatch           | —         | MPC                           |
| 386685             | 2009 VM75  | 12 nov 2009 | La Sagra        | Mallorca Obs.        | —         | MPC                           |
| 386686             | 2009 VY80  | 10 nov 2009 | La Sagra        | Mallorca Obs.        | —         | MPC                           |
| 386687             | 2009 VX84  | 17 ago 2009 | Catalina        | CSS                  | —         | MPC                           |
| 386688             | 2009 VB94  | 15 nov 2009 | Catalina        | CSS                  | —         | MPC                           |
| 386689             | 2009 WB7   | 18 nov 2009 | Marly           | P. Kocher            | —         | MPC                           |
| 386690             | 2009 WQ9   | 19 nov 2009 | Socorro         | LINEAR               | —         | MPC                           |
| 386691             | 2009 WT9   | 19 nov 2009 | Socorro         | LINEAR               | —         | MPC                           |
| 386692             | 2009 WH17  | 6 fev 2007  | Mount Lemmon    | Mount Lemmon Survey  | —         | MPC                           |
| 386693             | 2009 WV32  | 20 set 2009 | Mount Lemmon    | Mount Lemmon Survey  | Maria     | MPC                           |
| 386694             | 2009 WZ34  | 16 nov 2009 | Mount Lemmon    | Mount Lemmon Survey  | —         | MPC                           |
| 386695             | 2009 WT38  | 17 nov 2009 | Kitt Peak       | Spacewatch           | —         | MPC                           |
| 386696             | 2009 WY38  | 17 nov 2009 | Kitt Peak       | Spacewatch           | —         | MPC                           |
| 386697             | 2009 WZ38  | 17 nov 2009 | Kitt Peak       | Spacewatch           | —         | MPC                           |
| 386698             | 2009 WE39  | 17 nov 2009 | Kitt Peak       | Spacewatch           | Mitidika  | MPC                           |
| 386699             | 2009 WF40  | 17 nov 2009 | Kitt Peak       | Spacewatch           | —         | MPC                           |
| 386700             | 2009 WD45  | 18 nov 2009 | Kitt Peak       | Spacewatch           | —         | MPC                           |

## 386701–386800
| Designação | Designação | Descoberta  | Descoberta   | Descobridor(es)     | Categoria | Mais informações / Referência |
| Permanente | Provisória | Data        | Local        | Descobridor(es)     | Categoria | Mais informações / Referência |
| ---------- | ---------- | ----------- | ------------ | ------------------- | --------- | ----------------------------- |
| 386701     | 2009 WH72  | 18 nov 2009 | Kitt Peak    | Spacewatch          | Mitidika  | MPC                           |
| 386702     | 2009 WN73  | 18 nov 2009 | Kitt Peak    | Spacewatch          | —         | MPC                           |
| 386703     | 2009 WV88  | 19 nov 2009 | Kitt Peak    | Spacewatch          | —         | MPC                           |
| 386704     | 2009 WV101 | 17 jun 2005 | Mount Lemmon | Mount Lemmon Survey | —         | MPC                           |
| 386705     | 2009 WG103 | 22 nov 2009 | Kitt Peak    | Spacewatch          | —         | MPC                           |
| 386706     | 2009 WN117 | 20 nov 2009 | Kitt Peak    | Spacewatch          | Mitidika  | MPC                           |
| 386707     | 2009 WK123 | 20 nov 2009 | Kitt Peak    | Spacewatch          | —         | MPC                           |
| 386708     | 2009 WX144 | 30 out 2002 | Kitt Peak    | Spacewatch          | —         | MPC                           |
| 386709     | 2009 WM163 | 21 nov 2009 | Kitt Peak    | Spacewatch          | —         | MPC                           |
| 386710     | 2009 WL167 | 22 nov 2009 | Kitt Peak    | Spacewatch          | —         | MPC                           |
| 386711     | 2009 WW177 | 9 nov 2005  | Kitt Peak    | Spacewatch          | —         | MPC                           |
| 386712     | 2009 WB183 | 17 nov 2009 | Mount Lemmon | Mount Lemmon Survey | —         | MPC                           |
| 386713     | 2009 WX188 | 12 nov 2005 | Kitt Peak    | Spacewatch          | —         | MPC                           |
| 386714     | 2009 WK193 | 24 nov 2009 | Mount Lemmon | Mount Lemmon Survey | —         | MPC                           |
| 386715     | 2009 WT210 | 27 fev 2007 | Kitt Peak    | Spacewatch          | —         | MPC                           |
| 386716     | 2009 WS215 | 19 nov 2009 | Catalina     | CSS                 | —         | MPC                           |
| 386717     | 2009 WQ217 | 17 nov 2009 | Kitt Peak    | Spacewatch          | —         | MPC                           |
| 386718     | 2009 WX259 | 17 nov 2009 | Kitt Peak    | Spacewatch          | —         | MPC                           |
| 386719     | 2009 WY260 | 21 nov 2009 | Mount Lemmon | Mount Lemmon Survey | —         | MPC                           |
| 386720     | 2009 XC2   | 11 dez 2009 | Socorro      | LINEAR              | —         | MPC                           |
| 386721     | 2009 XN12  | 31 ago 2005 | Kitt Peak    | Spacewatch          | —         | MPC                           |
| 386722     | 2009 YC5   | 17 dez 2009 | Mount Lemmon | Mount Lemmon Survey | —         | MPC                           |
| 386723     | 2009 YE7   | 17 dez 2009 | La Silla     | D. L. Rabinowitz    | —         | MPC                           |
| 386724     | 2009 YN20  | 27 dez 2009 | Kitt Peak    | Spacewatch          | —         | MPC                           |
| 386725     | 2009 YB24  | 16 dez 2009 | Socorro      | LINEAR              | —         | MPC                           |
| 386726     | 2010 AF1   | 5 jan 2010  | Kitt Peak    | Spacewatch          | —         | MPC                           |
| 386727     | 2010 AP1   | 5 jan 2010  | Kitt Peak    | Spacewatch          | Phocaea   | MPC                           |
| 386728     | 2010 AY8   | 6 jan 2010  | Kitt Peak    | Spacewatch          | —         | MPC                           |
| 386729     | 2010 AJ17  | 7 jan 2010  | Kitt Peak    | Spacewatch          | —         | MPC                           |
| 386730     | 2010 AA30  | 8 jan 2010  | Kitt Peak    | Spacewatch          | —         | MPC                           |
| 386731     | 2010 AT35  | 7 jan 2010  | Kitt Peak    | Spacewatch          | —         | MPC                           |
| 386732     | 2010 AU41  | 6 jan 2010  | Catalina     | CSS                 | —         | MPC                           |
| 386733     | 2010 AK44  | 19 nov 2009 | Mount Lemmon | Mount Lemmon Survey | —         | MPC                           |
| 386734     | 2010 AM45  | 28 nov 2005 | Kitt Peak    | Spacewatch          | —         | MPC                           |
| 386735     | 2010 AQ45  | 18 dez 2009 | Mount Lemmon | Mount Lemmon Survey | —         | MPC                           |
| 386736     | 2010 AZ45  | 7 jan 2010  | Mount Lemmon | Mount Lemmon Survey | —         | MPC                           |
| 386737     | 2010 AR50  | 22 set 2008 | Kitt Peak    | Spacewatch          | —         | MPC                           |
| 386738     | 2010 AV58  | 12 set 2007 | Mount Lemmon | Mount Lemmon Survey | —         | MPC                           |
| 386739     | 2010 AH65  | 11 jan 2010 | Kitt Peak    | Spacewatch          | —         | MPC                           |
| 386740     | 2010 AX66  | 11 jan 2010 | Kitt Peak    | Spacewatch          | Eos       | MPC                           |
| 386741     | 2010 AO67  | 29 jul 2008 | Mount Lemmon | Mount Lemmon Survey | —         | MPC                           |
| 386742     | 2010 AO80  | 12 jan 2010 | Kitt Peak    | Spacewatch          | —         | MPC                           |
| 386743     | 2010 AR116 | 13 jan 2010 | WISE         | WISE                | —         | MPC                           |
| 386744     | 2010 BH3   | 19 jan 2010 | Dauban       | F. Kugel            | Phocaea   | MPC                           |
| 386745     | 2010 BC10  | 5 dez 2008  | Mount Lemmon | Mount Lemmon Survey | —         | MPC                           |
| 386746     | 2010 BU11  | 16 jan 2010 | WISE         | WISE                | —         | MPC                           |
| 386747     | 2010 BC25  | 17 jan 2010 | WISE         | WISE                | —         | MPC                           |
| 386748     | 2010 BS39  | 13 out 2007 | Mount Lemmon | Mount Lemmon Survey | —         | MPC                           |
| 386749     | 2010 BZ60  | 21 jan 2010 | WISE         | WISE                | —         | MPC                           |
| 386750     | 2010 BB94  | 27 jan 2010 | WISE         | WISE                | Pallas    | MPC                           |
| 386751     | 2010 CR10  | 9 fev 2010  | WISE         | WISE                | —         | MPC                           |
| 386752     | 2010 CW12  | 9 fev 2010  | WISE         | WISE                | —         | MPC                           |
| 386753     | 2010 CV32  | 7 out 2008  | Mount Lemmon | Mount Lemmon Survey | —         | MPC                           |
| 386754     | 2010 CB40  | 13 fev 2010 | Mount Lemmon | Mount Lemmon Survey | Koronis   | MPC                           |
| 386755     | 2010 CZ40  | 13 fev 2010 | Mount Lemmon | Mount Lemmon Survey | —         | MPC                           |
| 386756     | 2010 CT59  | 14 fev 2010 | Socorro      | LINEAR              | —         | MPC                           |
| 386757     | 2010 CL63  | 9 fev 2010  | Kitt Peak    | Spacewatch          | —         | MPC                           |
| 386758     | 2010 CJ68  | 10 fev 2010 | Kitt Peak    | Spacewatch          | —         | MPC                           |
| 386759     | 2010 CW89  | 14 fev 2010 | Mount Lemmon | Mount Lemmon Survey | —         | MPC                           |
| 386760     | 2010 CK93  | 14 fev 2010 | Kitt Peak    | Spacewatch          | —         | MPC                           |
| 386761     | 2010 CJ98  | 14 fev 2010 | Kitt Peak    | Spacewatch          | —         | MPC                           |
| 386762     | 2010 CE102 | 14 fev 2010 | Mount Lemmon | Mount Lemmon Survey | —         | MPC                           |
| 386763     | 2010 CO114 | 10 out 2004 | Kitt Peak    | Spacewatch          | Mitidika  | MPC                           |
| 386764     | 2010 CM128 | 17 jun 2007 | Kitt Peak    | Spacewatch          | —         | MPC                           |
| 386765     | 2010 CC144 | 9 fev 2010  | Catalina     | CSS                 | —         | MPC                           |
| 386766     | 2010 CB148 | 13 fev 2010 | Mount Lemmon | Mount Lemmon Survey | —         | MPC                           |
| 386767     | 2010 CR160 | 27 nov 2009 | Mount Lemmon | Mount Lemmon Survey | —         | MPC                           |
| 386768     | 2010 CJ169 | 9 fev 2010  | Kitt Peak    | Spacewatch          | —         | MPC                           |
| 386769     | 2010 CB180 | 15 fev 2010 | Catalina     | CSS                 | —         | MPC                           |
| 386770     | 2010 CS180 | 9 fev 2010  | Kitt Peak    | Spacewatch          | —         | MPC                           |
| 386771     | 2010 CJ185 | 14 fev 2010 | Catalina     | CSS                 | —         | MPC                           |
| 386772     | 2010 CA223 | 8 fev 2010  | WISE         | WISE                | —         | MPC                           |
| 386773     | 2010 CB223 | 8 fev 2010  | WISE         | WISE                | —         | MPC                           |
| 386774     | 2010 CK225 | 8 fev 2010  | WISE         | WISE                | —         | MPC                           |
| 386775     | 2010 CJ231 | 31 jan 2009 | Kitt Peak    | Spacewatch          | —         | MPC                           |
| 386776     | 2010 DQ6   | 16 fev 2010 | Kitt Peak    | Spacewatch          | —         | MPC                           |
| 386777     | 2010 DZ21  | 16 fev 2010 | Mount Lemmon | Mount Lemmon Survey | —         | MPC                           |
| 386778     | 2010 DF24  | 19 fev 2010 | WISE         | WISE                | Ursula    | MPC                           |
| 386779     | 2010 DS42  | 17 fev 2010 | Kitt Peak    | Spacewatch          | —         | MPC                           |
| 386780     | 2010 DR45  | 19 out 2008 | Kitt Peak    | Spacewatch          | —         | MPC                           |
| 386781     | 2010 DN48  | 29 set 2008 | Mount Lemmon | Mount Lemmon Survey | —         | MPC                           |
| 386782     | 2010 DG49  | 18 fev 2010 | Catalina     | CSS                 | —         | MPC                           |
| 386783     | 2010 DK74  | 18 fev 2010 | Kitt Peak    | Spacewatch          | —         | MPC                           |
| 386784     | 2010 EY18  | 8 mar 2010  | WISE         | WISE                | —         | MPC                           |
| 386785     | 2010 EM21  | 4 mar 2010  | Kitt Peak    | Spacewatch          | —         | MPC                           |
| 386786     | 2010 ER21  | 4 mar 2010  | Kitt Peak    | Spacewatch          | —         | MPC                           |
| 386787     | 2010 ES35  | 10 mar 2010 | La Sagra     | Mallorca Obs.       | —         | MPC                           |
| 386788     | 2010 EA38  | 12 mar 2010 | Mount Lemmon | Mount Lemmon Survey | —         | MPC                           |
| 386789     | 2010 EW38  | 5 mar 2010  | Catalina     | CSS                 | —         | MPC                           |
| 386790     | 2010 EZ69  | 13 mar 2010 | Črni Vrh     | Črni Vrh            | —         | MPC                           |
| 386791     | 2010 EB70  | 14 mar 2010 | Catalina     | CSS                 | —         | MPC                           |
| 386792     | 2010 EP90  | 23 mar 2006 | Kitt Peak    | Spacewatch          | —         | MPC                           |
| 386793     | 2010 EG104 | 14 jun 2007 | Kitt Peak    | Spacewatch          | Phocaea   | MPC                           |
| 386794     | 2010 EV104 | 13 mar 2010 | Catalina     | CSS                 | —         | MPC                           |
| 386795     | 2010 EW105 | 9 fev 1997  | Kitt Peak    | Spacewatch          | —         | MPC                           |
| 386796     | 2010 EW111 | 28 set 2003 | Kitt Peak    | Spacewatch          | —         | MPC                           |
| 386797     | 2010 EW112 | 13 mar 2010 | Kitt Peak    | Spacewatch          | Eos       | MPC                           |
| 386798     | 2010 EM113 | 14 mar 2010 | La Sagra     | Mallorca Obs.       | —         | MPC                           |
| 386799     | 2010 ES122 | 15 mar 2010 | Kitt Peak    | Spacewatch          | —         | MPC                           |
| 386800     | 2010 EJ129 | 13 mar 2005 | Kitt Peak    | Spacewatch          | Eos       | MPC                           |

## 386801–386900
| Designação | Designação | Descoberta  | Descoberta       | Descobridor(es)     | Categoria | Mais informações / Referência |
| Permanente | Provisória | Data        | Local            | Descobridor(es)     | Categoria | Mais informações / Referência |
| ---------- | ---------- | ----------- | ---------------- | ------------------- | --------- | ----------------------------- |
| 386801     | 2010 ER130 | 2 out 2003  | Kitt Peak        | Spacewatch          | Eos       | MPC                           |
| 386802     | 2010 EA139 | 14 mar 2010 | Catalina         | CSS                 | —         | MPC                           |
| 386803     | 2010 EV140 | 13 mar 2010 | Kitt Peak        | Spacewatch          | —         | MPC                           |
| 386804     | 2010 EL147 | 13 nov 2007 | Mount Lemmon     | Mount Lemmon Survey | —         | MPC                           |
| 386805     | 2010 FX2   | 18 fev 2010 | Kitt Peak        | Spacewatch          | —         | MPC                           |
| 386806     | 2010 FY4   | 16 mar 2010 | Mount Lemmon     | Mount Lemmon Survey | Phocaea   | MPC                           |
| 386807     | 2010 FL5   | 13 set 2007 | Mount Lemmon     | Mount Lemmon Survey | —         | MPC                           |
| 386808     | 2010 FU20  | 18 dez 2004 | Mount Lemmon     | Mount Lemmon Survey | —         | MPC                           |
| 386809     | 2010 FE21  | 22 jun 2007 | Kitt Peak        | Spacewatch          | —         | MPC                           |
| 386810     | 2010 FK24  | 18 mar 2010 | Kitt Peak        | Spacewatch          | —         | MPC                           |
| 386811     | 2010 FX26  | 20 mar 2010 | Kitt Peak        | Spacewatch          | —         | MPC                           |
| 386812     | 2010 FZ28  | 19 mar 2010 | Kitt Peak        | Spacewatch          | —         | MPC                           |
| 386813     | 2010 FG57  | 18 mar 2010 | Kitt Peak        | Spacewatch          | —         | MPC                           |
| 386814     | 2010 FH87  | 18 mar 2010 | Kitt Peak        | Spacewatch          | —         | MPC                           |
| 386815     | 2010 FN94  | 9 fev 2005  | Kitt Peak        | Spacewatch          | —         | MPC                           |
| 386816     | 2010 GP23  | 5 abr 2010  | Sandlot          | G. Hug              | —         | MPC                           |
| 386817     | 2010 GN24  | 11 out 2007 | Mount Lemmon     | Mount Lemmon Survey | —         | MPC                           |
| 386818     | 2010 GB27  | 5 abr 2010  | Kitt Peak        | Spacewatch          | —         | MPC                           |
| 386819     | 2010 GR29  | 8 abr 2010  | Purple Mountain  | PMO NEO             | —         | MPC                           |
| 386820     | 2010 GK33  | 10 abr 2010 | Plana            | F. Fratev           | —         | MPC                           |
| 386821     | 2010 GS62  | 6 abr 2010  | Catalina         | CSS                 | —         | MPC                           |
| 386822     | 2010 GY99  | 4 abr 2010  | Catalina         | CSS                 | —         | MPC                           |
| 386823     | 2010 GX106 | 12 mar 2010 | Kitt Peak        | Spacewatch          | —         | MPC                           |
| 386824     | 2010 GS120 | 24 out 2003 | Kitt Peak        | Spacewatch          | —         | MPC                           |
| 386825     | 2010 GJ124 | 8 mai 2005  | Mount Lemmon     | Mount Lemmon Survey | —         | MPC                           |
| 386826     | 2010 GL126 | 10 abr 2010 | Kitt Peak        | Spacewatch          | —         | MPC                           |
| 386827     | 2010 GQ140 | 8 abr 2010  | Kitt Peak        | Spacewatch          | —         | MPC                           |
| 386828     | 2010 GY143 | 10 abr 2010 | Mount Lemmon     | Mount Lemmon Survey | Brangane  | MPC                           |
| 386829     | 2010 GG161 | 9 abr 2010  | Catalina         | CSS                 | —         | MPC                           |
| 386830     | 2010 GV172 | 16 fev 2001 | Kitt Peak        | Spacewatch          | —         | MPC                           |
| 386831     | 2010 HX56  | 15 mar 2009 | Kitt Peak        | Spacewatch          | —         | MPC                           |
| 386832     | 2010 HU58  | 25 abr 2010 | WISE             | WISE                | —         | MPC                           |
| 386833     | 2010 HE103 | 20 abr 2010 | Mount Lemmon     | Mount Lemmon Survey | Brangane  | MPC                           |
| 386834     | 2010 JM31  | 9 abr 2010  | Kitt Peak        | Spacewatch          | —         | MPC                           |
| 386835     | 2010 JG34  | 6 mai 2010  | Catalina         | CSS                 | —         | MPC                           |
| 386836     | 2010 JO39  | 23 fev 2010 | WISE             | WISE                | Flora     | MPC                           |
| 386837     | 2010 JT72  | 25 jan 2009 | Kitt Peak        | Spacewatch          | —         | MPC                           |
| 386838     | 2010 JJ73  | 9 fev 2005  | Kitt Peak        | Spacewatch          | —         | MPC                           |
| 386839     | 2010 JK85  | 31 jan 2009 | Mount Lemmon     | Mount Lemmon Survey | —         | MPC                           |
| 386840     | 2010 JX106 | 12 mai 2010 | WISE             | WISE                | —         | MPC                           |
| 386841     | 2010 JW110 | 14 fev 2010 | Mount Lemmon     | Mount Lemmon Survey | —         | MPC                           |
| 386842     | 2010 JQ117 | 18 fev 2010 | WISE             | WISE                | Ursula    | MPC                           |
| 386843     | 2010 JB170 | 12 mai 2010 | Kitt Peak        | Spacewatch          | —         | MPC                           |
| 386844     | 2010 JL177 | 29 fev 2000 | Socorro          | LINEAR              | Eos       | MPC                           |
| 386845     | 2010 JZ177 | 10 dez 2004 | Kitt Peak        | Spacewatch          | —         | MPC                           |
| 386846     | 2010 KS14  | 17 mai 2010 | WISE             | WISE                | —         | MPC                           |
| 386847     | 2010 LR33  | 6 jun 2010  | WISE             | WISE                | —         | MPC                           |
| 386848     | 2010 LG110 | 14 set 2006 | Kitt Peak        | Spacewatch          | —         | MPC                           |
| 386849     | 2010 LC128 | 13 mar 2010 | Catalina         | CSS                 | —         | MPC                           |
| 386850     | 2010 MM    | 29 dez 2008 | Mount Lemmon     | Mount Lemmon Survey | —         | MPC                           |
| 386851     | 2010 ME75  | 26 jun 2010 | WISE             | WISE                | —         | MPC                           |
| 386852     | 2010 PQ66  | 14 ago 2010 | Socorro          | LINEAR              | —         | MPC                           |
| 386853     | 2010 UM79  | 7 set 2008  | Mount Lemmon     | Mount Lemmon Survey | Vesta     | MPC                           |
| 386854     | 2010 UT79  | 5 set 2008  | Kitt Peak        | Spacewatch          | Vesta     | MPC                           |
| 386855     | 2010 UT96  | 25 mar 2006 | Kitt Peak        | Spacewatch          | —         | MPC                           |
| 386856     | 2010 XZ7   | 12 nov 2010 | Mount Lemmon     | Mount Lemmon Survey | Vesta     | MPC                           |
| 386857     | 2010 XR39  | 22 jan 2006 | Catalina         | CSS                 | Juno      | MPC                           |
| 386858     | 2010 XS63  | 18 ago 2009 | Kitt Peak        | Spacewatch          | —         | MPC                           |
| 386859     | 2011 AB23  | 5 dez 2007  | Catalina         | CSS                 | —         | MPC                           |
| 386860     | 2011 BD13  | 23 ago 2001 | Anderson Mesa    | LONEOS              | Juno      | MPC                           |
| 386861     | 2011 DX5   | 10 dez 2010 | Mount Lemmon     | Mount Lemmon Survey | —         | MPC                           |
| 386862     | 2011 DR8   | 15 dez 2006 | Kitt Peak        | Spacewatch          | —         | MPC                           |
| 386863     | 2011 DB13  | 20 ago 2009 | Kitt Peak        | Spacewatch          | —         | MPC                           |
| 386864     | 2011 DQ19  | 28 ago 2009 | Kitt Peak        | Spacewatch          | —         | MPC                           |
| 386865     | 2011 DE20  | 23 fev 2011 | Catalina         | CSS                 | —         | MPC                           |
| 386866     | 2011 EX9   | 30 ago 2005 | Kitt Peak        | Spacewatch          | —         | MPC                           |
| 386867     | 2011 EB39  | 10 fev 2011 | Mount Lemmon     | Mount Lemmon Survey | —         | MPC                           |
| 386868     | 2011 EF42  | 19 out 2006 | Kitt Peak        | Spacewatch          | —         | MPC                           |
| 386869     | 2011 EC45  | 4 abr 2008  | Kitt Peak        | Spacewatch          | —         | MPC                           |
| 386870     | 2011 EE53  | 24 jan 2007 | Mount Lemmon     | Mount Lemmon Survey | —         | MPC                           |
| 386871     | 2011 EJ70  | 23 out 2006 | Mount Lemmon     | Mount Lemmon Survey | —         | MPC                           |
| 386872     | 2011 FK4   | 2 jun 2008  | Mount Lemmon     | Mount Lemmon Survey | —         | MPC                           |
| 386873     | 2011 FR5   | 17 nov 2009 | Mount Lemmon     | Mount Lemmon Survey | —         | MPC                           |
| 386874     | 2011 FT5   | 27 dez 2006 | Mount Lemmon     | Mount Lemmon Survey | —         | MPC                           |
| 386875     | 2011 FR8   | 3 fev 1997  | Kitt Peak        | Spacewatch          | —         | MPC                           |
| 386876     | 2011 FG13  | 18 out 2009 | Mount Lemmon     | Mount Lemmon Survey | —         | MPC                           |
| 386877     | 2011 FV24  | 17 mar 2004 | Kitt Peak        | Spacewatch          | —         | MPC                           |
| 386878     | 2011 FZ28  | 22 nov 2006 | Kitt Peak        | Spacewatch          | —         | MPC                           |
| 386879     | 2011 FS43  | 30 jan 2004 | Kitt Peak        | Spacewatch          | —         | MPC                           |
| 386880     | 2011 FU45  | 10 jan 2007 | Kitt Peak        | Spacewatch          | —         | MPC                           |
| 386881     | 2011 FW46  | 28 mar 2004 | Kitt Peak        | Spacewatch          | —         | MPC                           |
| 386882     | 2011 FV65  | 20 set 2008 | Catalina         | CSS                 | —         | MPC                           |
| 386883     | 2011 FM86  | 23 nov 2006 | Mount Lemmon     | Mount Lemmon Survey | —         | MPC                           |
| 386884     | 2011 FS131 | 4 out 2002  | Socorro          | LINEAR              | —         | MPC                           |
| 386885     | 2011 FJ144 | 14 out 2009 | Mount Lemmon     | Mount Lemmon Survey | —         | MPC                           |
| 386886     | 2011 FC149 | 31 ago 2005 | Kitt Peak        | Spacewatch          | —         | MPC                           |
| 386887     | 2011 GG22  | 27 out 2009 | Mount Lemmon     | Mount Lemmon Survey | —         | MPC                           |
| 386888     | 2011 GX25  | 24 nov 2009 | Kitt Peak        | Spacewatch          | —         | MPC                           |
| 386889     | 2011 GK31  | 18 fev 2004 | Kitt Peak        | Spacewatch          | —         | MPC                           |
| 386890     | 2011 GP56  | 24 mai 2006 | Mount Lemmon     | Mount Lemmon Survey | —         | MPC                           |
| 386891     | 2011 GD58  | 19 set 2009 | Mount Lemmon     | Mount Lemmon Survey | —         | MPC                           |
| 386892     | 2011 GA72  | 16 abr 2001 | Kitt Peak        | Spacewatch          | —         | MPC                           |
| 386893     | 2011 GJ73  | 21 dez 2006 | Kitt Peak        | Spacewatch          | —         | MPC                           |
| 386894     | 2011 GK73  | 22 jan 2004 | Socorro          | LINEAR              | —         | MPC                           |
| 386895     | 2011 GZ75  | 7 jan 2010  | Mount Lemmon     | Mount Lemmon Survey | —         | MPC                           |
| 386896     | 2011 GW79  | 1 out 2005  | Mount Lemmon     | Mount Lemmon Survey | —         | MPC                           |
| 386897     | 2011 GW84  | 23 mar 2001 | Cima Ekar        | ADAS                | —         | MPC                           |
| 386898     | 2011 HZ4   | 20 dez 2009 | Mount Lemmon     | Mount Lemmon Survey | —         | MPC                           |
| 386899     | 2011 HP12  | 7 out 2008  | Mount Lemmon     | Mount Lemmon Survey | —         | MPC                           |
| 386900     | 2011 HF29  | 15 mai 2004 | Campo Imperatore | CINEOS              | —         | MPC                           |

## 386901–387000
| Designação | Designação | Descoberta  | Descoberta    | Descobridor(es)     | Categoria | Mais informações / Referência |
| Permanente | Provisória | Data        | Local         | Descobridor(es)     | Categoria | Mais informações / Referência |
| ---------- | ---------- | ----------- | ------------- | ------------------- | --------- | ----------------------------- |
| 386901     | 2011 HS29  | 21 fev 2007 | Mount Lemmon  | Mount Lemmon Survey | —         | MPC                           |
| 386902     | 2011 HH33  | 25 mar 2003 | Anderson Mesa | LONEOS              | —         | MPC                           |
| 386903     | 2011 HA41  | 14 jun 2007 | Kitt Peak     | Spacewatch          | —         | MPC                           |
| 386904     | 2011 HF44  | 10 mar 2007 | Kitt Peak     | Spacewatch          | —         | MPC                           |
| 386905     | 2011 HT50  | 14 dez 2001 | Socorro       | LINEAR              | —         | MPC                           |
| 386906     | 2011 HY51  | 23 abr 2011 | Kitt Peak     | Spacewatch          | —         | MPC                           |
| 386907     | 2011 HQ57  | 10 jan 2007 | Mount Lemmon  | Mount Lemmon Survey | —         | MPC                           |
| 386908     | 2011 HU63  | 13 abr 2011 | Mount Lemmon  | Mount Lemmon Survey | —         | MPC                           |
| 386909     | 2011 HG73  | 5 set 2007  | Catalina      | CSS                 | —         | MPC                           |
| 386910     | 2011 HV74  | 27 abr 2011 | Kitt Peak     | Spacewatch          | —         | MPC                           |
| 386911     | 2011 HY74  | 31 dez 2002 | Socorro       | LINEAR              | —         | MPC                           |
| 386912     | 2011 HD81  | 17 nov 2006 | Mount Lemmon  | Mount Lemmon Survey | —         | MPC                           |
| 386913     | 2011 HU83  | 27 set 2009 | Kitt Peak     | Spacewatch          | —         | MPC                           |
| 386914     | 2011 JY2   | 24 abr 2011 | Kitt Peak     | Spacewatch          | —         | MPC                           |
| 386915     | 2011 JK5   | 9 out 2008  | Catalina      | CSS                 | —         | MPC                           |
| 386916     | 2011 JX15  | 17 jan 2007 | Catalina      | CSS                 | —         | MPC                           |
| 386917     | 2011 JX26  | 20 mar 2010 | WISE          | WISE                | Koronis   | MPC                           |
| 386918     | 2011 JK28  | 31 mai 2000 | Kitt Peak     | Spacewatch          | Mitidika  | MPC                           |
| 386919     | 2011 KB3   | 17 fev 2007 | Mount Lemmon  | Mount Lemmon Survey | —         | MPC                           |
| 386920     | 2011 KB4   | 12 jan 2010 | Mount Lemmon  | Mount Lemmon Survey | —         | MPC                           |
| 386921     | 2011 KX7   | 22 mar 2004 | Anderson Mesa | LONEOS              | —         | MPC                           |
| 386922     | 2011 KC10  | 6 nov 2008  | Catalina      | CSS                 | —         | MPC                           |
| 386923     | 2011 KC13  | 26 out 2008 | Mount Lemmon  | Mount Lemmon Survey | Phocaea   | MPC                           |
| 386924     | 2011 KV28  | 20 abr 2004 | Kitt Peak     | Spacewatch          | —         | MPC                           |
| 386925     | 2011 KV31  | 6 abr 2005  | Catalina      | CSS                 | —         | MPC                           |
| 386926     | 2011 KL34  | 27 jan 2007 | Kitt Peak     | Spacewatch          | —         | MPC                           |
| 386927     | 2011 LG2   | 27 out 2005 | Kitt Peak     | Spacewatch          | —         | MPC                           |
| 386928     | 2011 LJ24  | 15 mar 2007 | Kitt Peak     | Spacewatch          | —         | MPC                           |
| 386929     | 2011 LN26  | 17 set 2006 | Catalina      | CSS                 | —         | MPC                           |
| 386930     | 2011 LV26  | 1 jan 2009  | Kitt Peak     | Spacewatch          | Eos       | MPC                           |
| 386931     | 2011 LW26  | 22 fev 2007 | Catalina      | CSS                 | —         | MPC                           |
| 386932     | 2011 LJ28  | 2 dez 2008  | Kitt Peak     | Spacewatch          | —         | MPC                           |
| 386933     | 2011 NL3   | 16 jul 2007 | Siding Spring | SSS                 | —         | MPC                           |
| 386934     | 2011 OU    | 13 mai 2010 | Mount Lemmon  | Mount Lemmon Survey | —         | MPC                           |
| 386935     | 2011 OE3   | 11 set 2007 | Catalina      | CSS                 | Phocaea   | MPC                           |
| 386936     | 2011 OC7   | 26 out 2008 | Mount Lemmon  | Mount Lemmon Survey | —         | MPC                           |
| 386937     | 2011 OM23  | 17 mai 2010 | WISE          | WISE                | —         | MPC                           |
| 386938     | 2011 OX43  | 27 set 2008 | Mount Lemmon  | Mount Lemmon Survey | —         | MPC                           |
| 386939     | 2011 OA49  | 31 dez 2008 | Kitt Peak     | Spacewatch          | —         | MPC                           |
| 386940     | 2011 OZ58  | 27 jun 2011 | Mount Lemmon  | Mount Lemmon Survey | —         | MPC                           |
| 386941     | 2011 PJ10  | 19 set 2006 | Catalina      | CSS                 | —         | MPC                           |
| 386942     | 2011 QT17  | 17 dez 2007 | Kitt Peak     | Spacewatch          | —         | MPC                           |
| 386943     | 2011 QJ36  | 17 set 2006 | Kitt Peak     | Spacewatch          | —         | MPC                           |
| 386944     | 2011 QO43  | 16 set 2006 | Catalina      | CSS                 | —         | MPC                           |
| 386945     | 2011 QR57  | 8 mar 1997  | Kitt Peak     | Spacewatch          | —         | MPC                           |
| 386946     | 2011 QD92  | 19 jun 2006 | Mount Lemmon  | Mount Lemmon Survey | Eos       | MPC                           |
| 386947     | 2011 QC95  | 29 dez 2003 | Kitt Peak     | Spacewatch          | —         | MPC                           |
| 386948     | 2011 QT96  | 26 set 2006 | Kitt Peak     | Spacewatch          | —         | MPC                           |
| 386949     | 2011 ST27  | 28 set 2006 | Catalina      | CSS                 | Brangane  | MPC                           |
| 386950     | 2011 SO65  | 26 mar 2003 | Kitt Peak     | Spacewatch          | —         | MPC                           |
| 386951     | 2011 SL74  | 16 mai 2004 | Kitt Peak     | Spacewatch          | —         | MPC                           |
| 386952     | 2011 SN127 | 20 set 2011 | Kitt Peak     | Spacewatch          | —         | MPC                           |
| 386953     | 2011 SM130 | 14 set 2005 | Kitt Peak     | Spacewatch          | Brangane  | MPC                           |
| 386954     | 2011 SG164 | 1 out 2005  | Kitt Peak     | Spacewatch          | —         | MPC                           |
| 386955     | 2011 SS184 | 1 set 2005  | Kitt Peak     | Spacewatch          | Ursula    | MPC                           |
| 386956     | 2011 SU195 | 3 out 2006  | Mount Lemmon  | Mount Lemmon Survey | —         | MPC                           |
| 386957     | 2011 SY207 | 20 dez 2007 | Mount Lemmon  | Mount Lemmon Survey | —         | MPC                           |
| 386958     | 2011 SE208 | 4 mai 2006  | Siding Spring | SSS                 | —         | MPC                           |
| 386959     | 2011 ST211 | 7 mar 2003  | Kitt Peak     | Spacewatch          | —         | MPC                           |
| 386960     | 2011 SL222 | 17 jun 2005 | Mount Lemmon  | Mount Lemmon Survey | —         | MPC                           |
| 386961     | 2011 SN237 | 25 abr 2004 | Kitt Peak     | Spacewatch          | —         | MPC                           |
| 386962     | 2011 SD239 | 27 fev 2009 | Mount Lemmon  | Mount Lemmon Survey | —         | MPC                           |
| 386963     | 2011 UF34  | 30 ago 2005 | Kitt Peak     | Spacewatch          | —         | MPC                           |
| 386964     | 2011 UN105 | 6 fev 2003  | Kitt Peak     | Spacewatch          | —         | MPC                           |
| 386965     | 2011 UP211 | 31 dez 2007 | Kitt Peak     | Spacewatch          | —         | MPC                           |
| 386966     | 2011 WC51  | 18 ago 2009 | Kitt Peak     | Spacewatch          | Vesta     | MPC                           |
| 386967     | 2011 YS34  | 2 fev 2001  | Kitt Peak     | Spacewatch          | Vesta     | MPC                           |
| 386968     | 2012 BR61  | 30 dez 2008 | Kitt Peak     | Spacewatch          | —         | MPC                           |
| 386969     | 2012 GJ    | 22 abr 2007 | Mount Lemmon  | Mount Lemmon Survey | —         | MPC                           |
| 386970     | 2012 HN15  | 20 abr 2007 | Kitt Peak     | Spacewatch          | —         | MPC                           |
| 386971     | 2012 JU25  | 8 mar 2006  | Mount Lemmon  | Mount Lemmon Survey | Juno      | MPC                           |
| 386972     | 2012 JD65  | 9 ago 2007  | Socorro       | LINEAR              | —         | MPC                           |
| 386973     | 2012 KR41  | 2 mai 2008  | Mount Lemmon  | Mount Lemmon Survey | —         | MPC                           |
| 386974     | 2012 LX6   | 24 mai 2006 | Kitt Peak     | Spacewatch          | —         | MPC                           |
| 386975     | 2012 LQ18  | 12 out 2005 | Kitt Peak     | Spacewatch          | Juno      | MPC                           |
| 386976     | 2012 LY25  | 16 set 2009 | Catalina      | CSS                 | —         | MPC                           |
| 386977     | 2012 MK4   | 29 mar 2011 | Kitt Peak     | Spacewatch          | —         | MPC                           |
| 386978     | 2012 MA10  | 20 set 2008 | Catalina      | CSS                 | —         | MPC                           |
| 386979     | 2012 OW4   | 29 mai 2008 | Kitt Peak     | Spacewatch          | —         | MPC                           |
| 386980     | 2012 PG17  | 19 out 2001 | Kitt Peak     | Spacewatch          | —         | MPC                           |
| 386981     | 2012 PK17  | 14 jan 2010 | Mount Lemmon  | Mount Lemmon Survey | —         | MPC                           |
| 386982     | 2012 PW19  | 8 fev 2007  | Kitt Peak     | Spacewatch          | —         | MPC                           |
| 386983     | 2012 PB30  | 13 mar 2007 | Mount Lemmon  | Mount Lemmon Survey | —         | MPC                           |
| 386984     | 2012 PR32  | 5 set 2005  | Siding Spring | SSS                 | —         | MPC                           |
| 386985     | 2012 PC33  | 12 fev 2004 | Kitt Peak     | Spacewatch          | —         | MPC                           |
| 386986     | 2012 PR34  | 13 mai 2007 | Mount Lemmon  | Mount Lemmon Survey | —         | MPC                           |
| 386987     | 2012 QK19  | 10 mar 2007 | Mount Lemmon  | Mount Lemmon Survey | Phocaea   | MPC                           |
| 386988     | 2012 QR20  | 25 dez 2005 | Kitt Peak     | Spacewatch          | —         | MPC                           |
| 386989     | 2012 QC21  | 24 ago 1998 | Socorro       | LINEAR              | —         | MPC                           |
| 386990     | 2012 QC26  | 25 jul 2008 | Mount Lemmon  | Mount Lemmon Survey | —         | MPC                           |
| 386991     | 2012 QA27  | 30 set 2007 | Kitt Peak     | Spacewatch          | —         | MPC                           |
| 386992     | 2012 QE29  | 20 mai 2006 | Mount Lemmon  | Mount Lemmon Survey | —         | MPC                           |
| 386993     | 2012 QK34  | 19 jan 2005 | Kitt Peak     | Spacewatch          | —         | MPC                           |
| 386994     | 2012 QB38  | 4 ago 2008  | Siding Spring | SSS                 | —         | MPC                           |
| 386995     | 2012 QC38  | 6 out 2008  | Kitt Peak     | Spacewatch          | —         | MPC                           |
| 386996     | 2012 QN40  | 2 fev 2006  | Mount Lemmon  | Mount Lemmon Survey | —         | MPC                           |
| 386997     | 2012 QN41  | 24 set 2008 | Catalina      | CSS                 | —         | MPC                           |
| 386998     | 2012 QY44  | 30 nov 2005 | Mount Lemmon  | Mount Lemmon Survey | —         | MPC                           |
| 386999     | 2012 QY50  | 4 ago 2008  | Siding Spring | SSS                 | —         | MPC                           |
| 387000     | 2012 RZ2   | 31 jan 2009 | Kitt Peak     | Spacewatch          | —         | MPC                           |